# Claudio Monteverdi
Claudio Giovanni Antonio Monteverdi (Cremona, nascido, provavelmente, a 9 de maio e batizado em 15 de maio de 1567 — Veneza, 29 de novembro de 1643) foi um compositor, maestro, cantor e gambista italiano.
Desenvolveu sua carreira trabalhando como músico da corte do duque Vincenzo I Gonzaga em Mântua, e depois assumindo a direção musical da Basílica de São Marcos em Veneza, destacando-se como compositor de madrigais e óperas. Foi um dos responsáveis pela passagem da tradição polifónica do Renascimento para um estilo mais livre, dramático e dissonante, baseado na monodia e nas convenções do baixo contínuo e da harmonia vertical, que se tornaram as características centrais da música dos períodos seguintes, o Maneirismo e o Barroco.
Monteverdi é considerado o último grande madrigalista, o maior compositor italiano de sua geração, um dos grandes operistas de todos os tempos e uma das personalidades mais influentes de toda a história da música do ocidente. Não inventou nada novo, mas sua elevada estatura musical deriva de ter empregado recursos existentes com uma força e eficiência sem paralelos em sua geração, e integrado diferentes práticas e estilos em uma obra pessoal rica, variada e muito expressiva, que continua a ter um apelo direto para o mundo contemporâneo, ainda que ele não seja exatamente um compositor popular nos dias de hoje.

## Biografia

### Família
Claudio Monteverdi era filho de Baldassare Monteverdi e Maddalena Zignani. Seu pai era barbeiro-cirurgião, uma tradição familiar, e sua mãe era filha de um ourives. Teve duas irmãs e três irmãos. A tradição médica de sua família, segundo Ringer, pode ter sido uma influência em sua inclinação para a observação da natureza humana, refletida mais tarde em suas óperas, e o seu concomitante envolvimento com a ciência, a causa de ele ter se interessado por toda a vida pela alquimia como um passatempo privado. Quando estava com oito anos perdeu a mãe, e seu pai logo contraiu novo matrimônio com Giovanna Gadio, com quem teve mais filhos, mas esta segunda esposa também faleceu precocemente, e em 1584 Monteverdi conheceu outra madrasta, Francesca Como. Monteverdi casou-se com Claudia Cattaneo em 1599, e tiveram os filhos Francesco Baldassare (n. 1601), que se tornou músico, Leonora Camilla (n. 1603), morta logo após o nascimento, e Massimiliano Giacomo (n. 1604), que formou-se em Medicina.

### Cremona
Os primeiros anos de sua carreira são de difícil reconstrução. Em data ignorada se tornou aluno de Marc'Antonio Ingegneri, mestre de capela da Catedral de Cremona e músico de renome internacional, mas não sobrevivem registros dessa ligação salvo na sua citação sumária no frontispício das primeiras obras que publicou, mas segundo toda a probabilidade seguiu as praxes de seu tempo, sendo educado no contraponto, canto, instrumentos e composição, e possivelmente participando como menino cantor no coro da Catedral até sua voz mudar. Mesmo sem conhecermos os detalhes da pedagogia de Ingegneri e de seu progresso, sabe-se que este foi rápido, pois com apenas quinze anos já publicava uma coleção de 23 motetos, as Sacrae Cantiunculae tribus vocibus (Veneza, 1582), que traem uma dependência direta do estilo de seu mestre mas já são obras competentes. No ano seguinte publicou outra coleção, Madrigali Spirituali a quattro voci (Brescia, 1583), e em 1584 mais outra, Canzonette a tre voci. Em 1587, surgiram os Madrigali a cinque voci, Libro Primo.

### Mântua

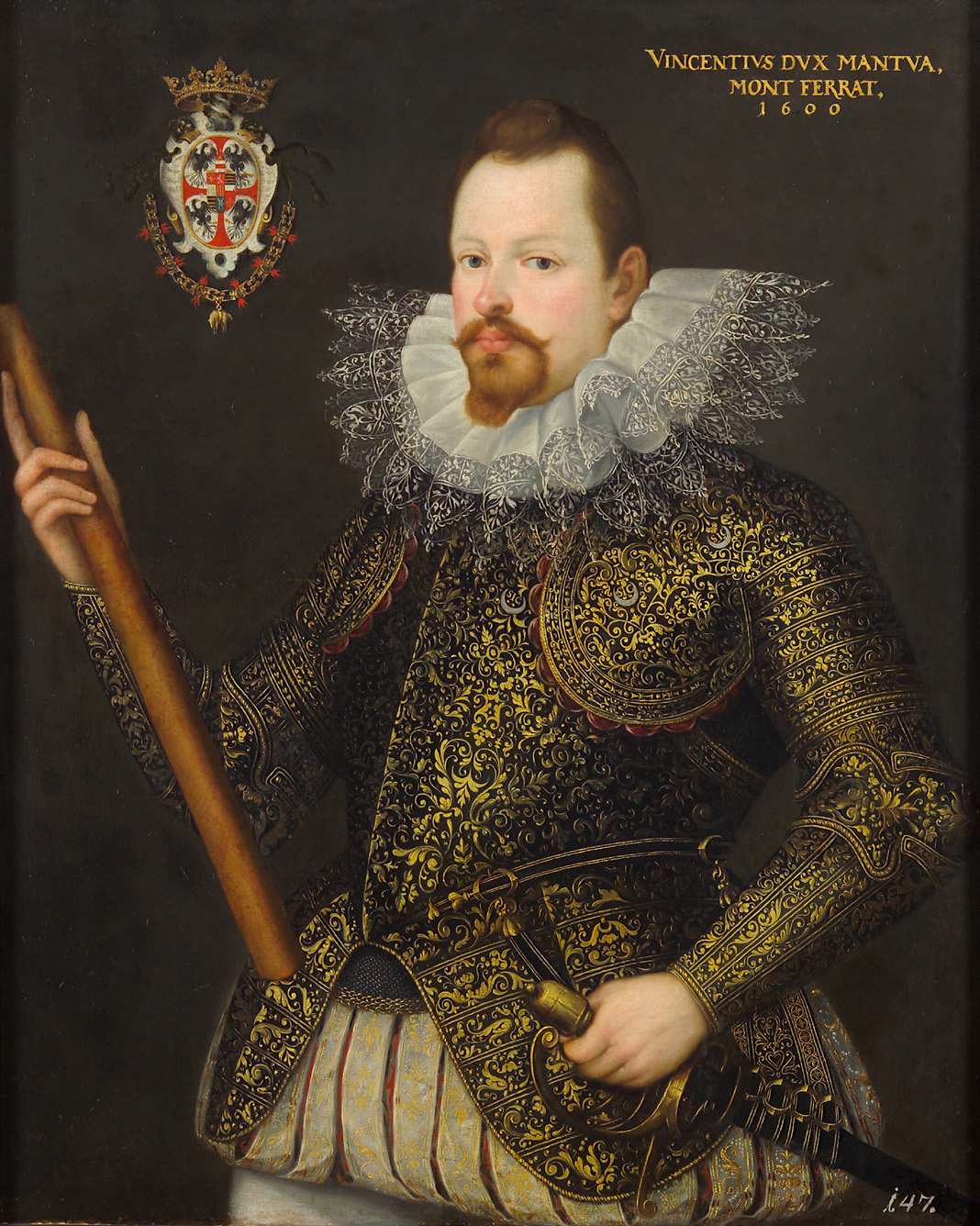
Frans Pourbus: Vicenzo I Gonzaga, 1600. Kunsthistorisches Museum.

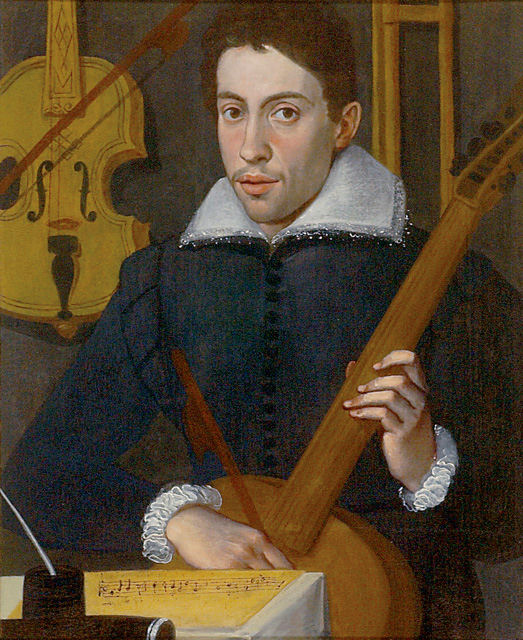
O primeiro retrato conhecido de Monteverdi, c. 1597. Ashmolean Museum.

Não se sabe a data exata da partida de Monteverdi para Mântua; ele pleiteara emprego em outros locais, sem sucesso, mas em 1590 estava empregado como gambista na brilhante corte ducal de Vincenzo I Gonzaga, e logo entrou em contato com a vanguarda musical da época. Neste período os madrigalistas mais avançados estavam desenvolvendo um estilo de composição baseado na doutrina dos afetos, que buscava uma ilustração musical de todas as nuances do texto. Os poetas mais prestigiados, Torquato Tasso e Giovanni Battista Guarini, faziam uma poesia altamente emocional, retórica e formalista, e os músicos se esforçavam por captar esses traços e descrevê-los através de uma série de convenções de melodia e de uma original pesquisa harmônica. As primeiras obras que Monteverdi produziu em Mântua evidenciam uma adesão a estes princípios, embora não os dominasse de imediato: suas peças têm melodias angulosas e difíceis de cantar, e uma harmonia com muitas dissonâncias. A mudança de estilo parece ter prejudicado sua inspiração, pois publicou muito pouco nos anos seguintes.
Em 1595 acompanhou seu patrão em uma expedição militar na Hungria, quando os mantuanos tiveram um papel na tomada de Viszgrad. A viagem, além de ter sido desconfortável, obrigou-lhe a realizar grandes despesas imprevistas. No ano seguinte o mestre de capela do duque morreu, mas o cargo foi ocupado por outro músico, Benedetto Pallavicino. Talvez vendo suas perspectivas de crescimento profissional limitadas em Mântua, Monteverdi estreitou relações com a corte de Ferrara, que mantinha já há algum tempo, enviando para lá mais regularmente composições suas, mas a anexação daquele ducado aos Estados Pontifícios em 1597 frustrou quaisquer planos de mudança que ele possa ter alimentado. Sua fama, por outro lado, já ultrapassava as fronteiras da Itália. Em 20 de maio de 1599 casou-se com Claudia Cattaneo, uma cantora, mas passados apenas vinte dias do enlace o duque o requisitou para outra viagem, ora para Flandres, onde deve ter entrado em contato com os últimos representantes da escola polifônica franco-flamenga, que fora muito influente na Itália. Mas, da mesma forma que na outra ocasião, a viagem o fez gastar muito mais do que recebia. Quinze anos depois ele ainda se queixaria em carta a um amigo sobre os duradouros efeitos negativos desses gastos sobre a sua frágil economia doméstica.
Em 1602 assumiu finalmente o posto de mestre de capela do duque, o que representou um aumento de ganhos e de prestígio, mas também de trabalho e aborrecimentos, posto que seu salário era pago irregularmente e o tratamento que recebia do duque, pelo que registrou em sua correspondência, não era sempre o mais respeitoso. Recebeu cidadania mantuana e mudou-se de sua casa nos subúrbios para alojamentos nas dependências do palácio ducal. Nos anos seguintes publicou mais dois livros de madrigais, que já continham algumas obras-primas que mostram uma perfeita assimilação do novo estilo, resolvendo os problemas de ilustração musical do texto sem perder de vista a coerência da estrutura e a fluência do discurso musical, e sem se prender a uma descrição exaustiva e minuciosa do texto, preferindo antes ilustrar sua essência e significado geral. Nesta época já começava a se declarar uma controvérsia pública entre os adeptos da polifonia tradicional e os defensores do novo estilo monódico e expressivo. O primeiro partido declarava que a música era a senhora da palavra (Harmonia orationis Domina est), e o segundo, o contrário, que o texto deveria orientar a composição musical (Oratio harmoniae Domina absolutissima). Monteverdi engajou-se no debate por instigação de um teórico conservador, Giovanni Maria Artusi, que condenou em sua música o uso de frequentes dissonâncias, intervalos inadequados, cromatismos, ambiguidades modais e a presença de trechos próximos da declamação. Disse que "a música feita pelos antigos produzia efeitos maravilhosos sem essas brincadeiras, mas esta é apenas insensatez".

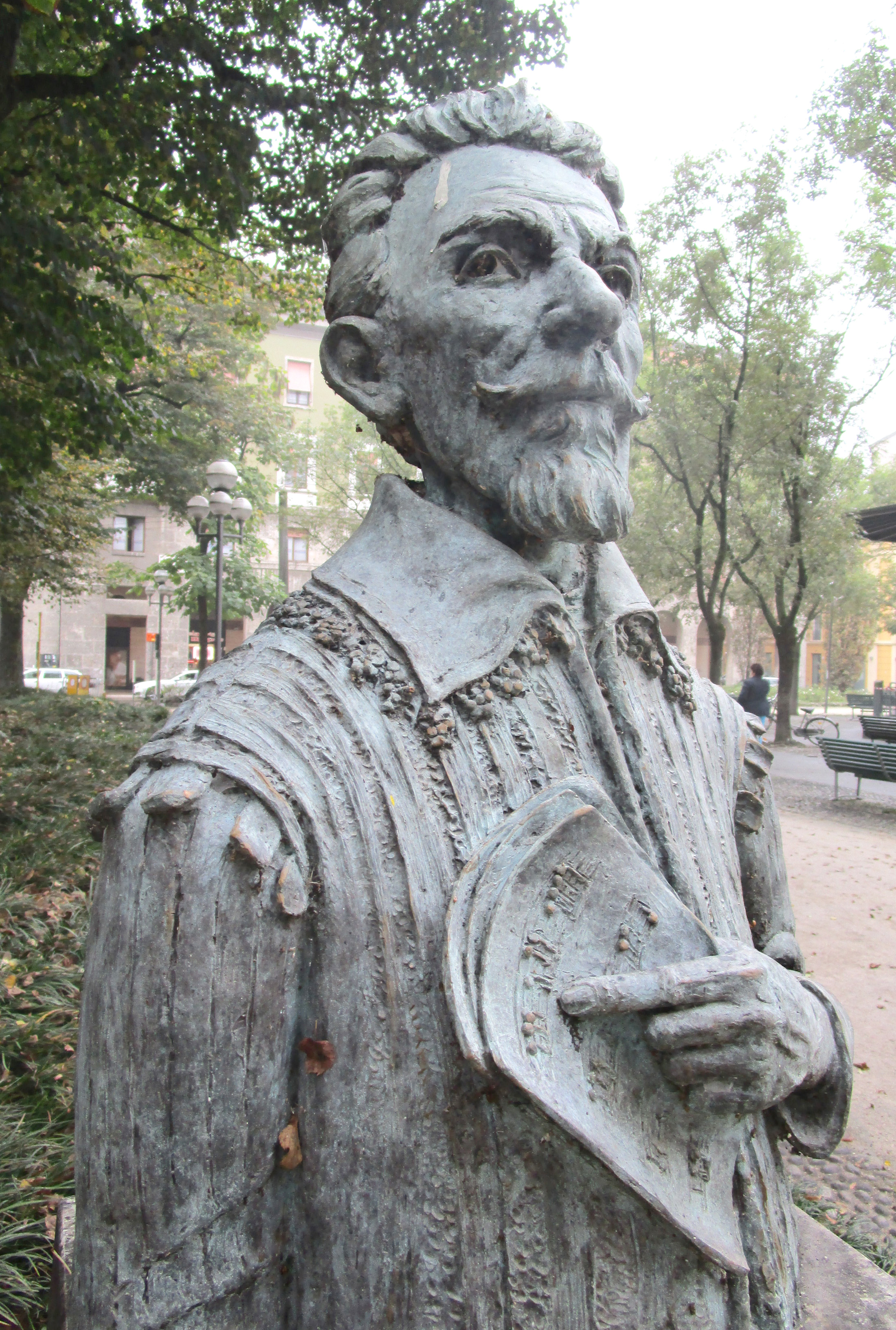
Busto em bronze de Monteverdi aos Jardins Públicos João Paulo II, em Cremona.

Monteverdi se viu obrigado a fazer uma defesa pública de seus trabalhos através de um manifesto, que incluiu como um apêndice de seu quinto livro de madrigais, onde defendeu a validade de maneiras alternativas de se entender as regras da harmonia, que se baseassem tanto nos recursos da razão como da emoção, afirmando seu compromisso com a verdade. Continuava dizendo que não se via como um revolucionário, mas seguia uma tradição de experimentalismo que já tinha mais de 50 anos, que buscava criar uma união entre música e palavra, e que pretendia comover o ouvinte. Nessa pesquisa, acrescentou, para que o efeito emocional fosse mais poderoso e fiel, algumas convenções rígidas deviam ser sacrificadas, mas acreditava que a música tinha autonomia, como acreditavam os antigos polifonistas como Josquin des Prez e Giovanni da Palestrina. Com isso ele estabeleceu a validade de ambas as correntes, a tradicional, a prima pratica, que privilegiava a música sobre a palavra, e a vanguardista, chamada de seconda pratica, que defendia a primazia do texto. Sua opinião exerceu enorme influência na discussão teórica da época e ele continuou trabalhando com ambas as estéticas por toda a sua vida.
Em 1607, já famoso pelos seus madrigais e como um dos líderes da vanguarda, teve sua reputação consolidada pela apresentação de sua primeira ópera, L'Orfeo, favola in musica. Com toda probabilidade ele se aventurou nesse gênero após entrar em contato com a produção dos florentinos Jacopo Peri e Giulio Caccini, que estavam fazendo uma tentativa de reconstruir o teatro musicado da Grécia Antiga, e cujo resultado foi o desenvolvimento de um estilo de composição dramática com recitativos e árias que foi a origem da ópera. Monteverdi também pode ter feito alguns experimentos prévios não documentados, mas seja como for, com L'Orfeo ele já aparece à frente dos florentinos, com uma concepção cênica e um estilo musical muito mais integrados, flexíveis e poderosos, combinando a opulência dos espetáculos teatrais renascentistas com uma grande veia declamatória nos recitativos e árias, enquanto que seus coros assumem uma função importante como comentaristas da ação dos protagonistas. Usando um grande grupo instrumental, foi capaz de criar uma rica variedade de atmosferas para ilustração musical das cenas e enfatização de seu conteúdo emocional.
Poucos meses depois da estreia de L'Orfeo, perdeu sua esposa e entrou em depressão, retirando-se para a casa de seu pai em Cremona. Quase imediatamente, seu patrão requisitou sua volta, a fim de que compusesse uma nova ópera, Arianna, para celebrar o casamento de seu herdeiro Francesco Gonzaga, com Margarida de Saboia. Teve de compor ainda um bailado e música incidental para uma peça de teatro. E enquanto a ópera estava sendo ensaiada, a soprano principal faleceu, e ele teve de revisar toda a parte que lhe cabia. Foi finalmente encenada em maio de 1608, com imenso sucesso. Infelizmente a partitura se perdeu, salvo uma ária, o famoso Lamento, que foi transmitido por várias fontes. Depois de terminar suas obrigações, voltou para Cremona em um estado de exaustão, que perdurou por um bom tempo. Foi intimado a voltar para Mântua no fim de 1608, mas recusou-se, só comparecendo mais tarde, e desde então passou a mostrar sinais evidentes de descontentamento, considerando-se mal pago e desprestigiado. Não cessou de compor, mas sua produção do ano seguinte trai seu estado de ânimo sombrio. Em 1610 publicou uma coleção de peças para as Vésperas da Virgem Maria, Vespro della Beata Vergine, incluindo uma missa em prima pratica, que representa o coroamento de sua obra no estilo antigo, com grandes qualidades estéticas e enorme ciência contrapontística. As outras peças, mais modernas, são da mesma forma obras-primas, compondo um amplo painel de todos os tratamentos possíveis em seu tempo para a música sacra, com peças para voz solo, corais e interlúdios instrumentais, com um completo domínio do estilo suntuoso da música coral veneziana, e cujo efeito é grandioso e impactante.

### Veneza

Domenico Fetti: Retrato de Monteverdi, c. 1620. Galleria dell'Accademia.

Em 12 de fevereiro de 1612 seu patrão faleceu, e seu sucessor não tinha o mesmo interesse em arte, despedindo vários músicos, entre eles Monteverdi. Durante este ano o compositor viveu com seu pai em Cremona, e ganhou seu sustento dando concertos. Tentou oferecer seus serviços para alguns nobres, mas não obteve resposta positiva. Abrindo em 1613 a vaga de mestre de capela da Basílica de São Marcos em Veneza, candidatou-se e foi admitido em agosto, com um salário substancial de 300 ducados por ano. Era o cargo oficial mais cobiçado da Itália na época. Apesar de não ter grande experiência em música sacra, dedicou-se empenhadamente à sua nova função, e em poucos anos São Marcos, que em sua admissão estava um tanto desvitalizada, se tornou novamente um centro musical importante. Pôde contratar novos músicos, especialmente cantores e castrati, colocou os instrumentistas na folha regular de pagamento e os contratou para séries fixas de apresentações, e determinou a impressão de muita música nova para complementar o repertório. Entre suas obrigações estavam escrever peças novas e reger toda a música sacra usada no culto da Basílica, que seguia um cerimonial específico, e também supervisionar toda a música profana usada em cerimônias oficiais da cidade. Paralelamente, participava de muitos concertos e recebia encomendas privadas da nobreza.
Mesmo assoberbado pelo volume de trabalho, sua correspondência desta fase mostra que ele já estava recuperado da perda da esposa e se sentia feliz, sendo altamente prestigiado e bem pago, mas não rompeu seus laços com Mântua, pois a ópera não era muito cultivada em Veneza, enquanto na outra cidade era uma atração frequente, visitando-a várias vezes. Sua concepção operística também evidenciou uma mudança, assumindo um dramatismo inédito que teve enorme influência na evolução do gênero pelos anos à frente. Para isso desenvolveu novos recursos musicais, assimilou conquistas da nova geração de compositores no campo da música realista e trouxe para a música ideias sobre as emoções que encontrou em suas leituras de Platão, e cujos primeiros frutos apareceram no seu próximo livro de madrigais, o sétimo, publicado em 1619. Em 1624 veio à luz uma primeira tentativa dramática segundo sua nova doutrina: Il combattimento di Tancredi e Clorinda, uma musicalização de um trecho da obra de Tasso Gerusalemme liberata, e que levou o público às lágrimas em sua estreia. Também fez experiências de música cômica, como La finta pazza Licori ("Licori, a louca fingida") (1627). Infelizmente perdida, é muito provável que se tratasse de uma opera buffa, proposta à corte de Mântua, com libreto de Giulio Strozzi. Como não há registro de que tenha sido exibida, supõe-se que nunca tenha sido completada, embora seja referida, na correspondência de Monteverdi, como "uma infinidade de pequenas invenções ridículas", com influências da commedia dell’arte.
A esta altura o compositor já se sentia cansado; tinha frequentes dores de cabeça, surgiram problemas de visão e um tremor nas mãos que dificultava sua escrita. Em torno de 1630 ingressou na vida religiosa, mas em 1631 uma epidemia de peste atingiu a cidade. As atividades musicais foram suspensas por dezoito meses e um terço da população perdeu a vida, incluindo seu primogênito Francesco. Não bastando essas aflições, no mesmo ano seu filho sobrevivente, Massimiliano, foi preso pela Inquisição por ler obras proibidas. Com o fim da praga, escreveu uma missa em ação de graças, e em 1632 foi ordenado padre. Sua música sacra deste período é muito mais majestosa e tranquila do que a de seus anos anteriores, e um distanciamento semelhante da agitação emocional é nítido nos seus últimos madrigais e canções. Em torno de 1633 planejou publicar um ensaio definindo suas concepções musicais intitulado Melodia overo seconda pratica musicale, mas o livro nunca foi impresso. Sobrevivem cartas atestando que a polêmica contra Artusi jamais saíra de sua mente neste intervalo, e que apenas depois de ter debatido ele foi capaz de definir para si mesmo quais os princípios que determinaram a sua evolução posterior.

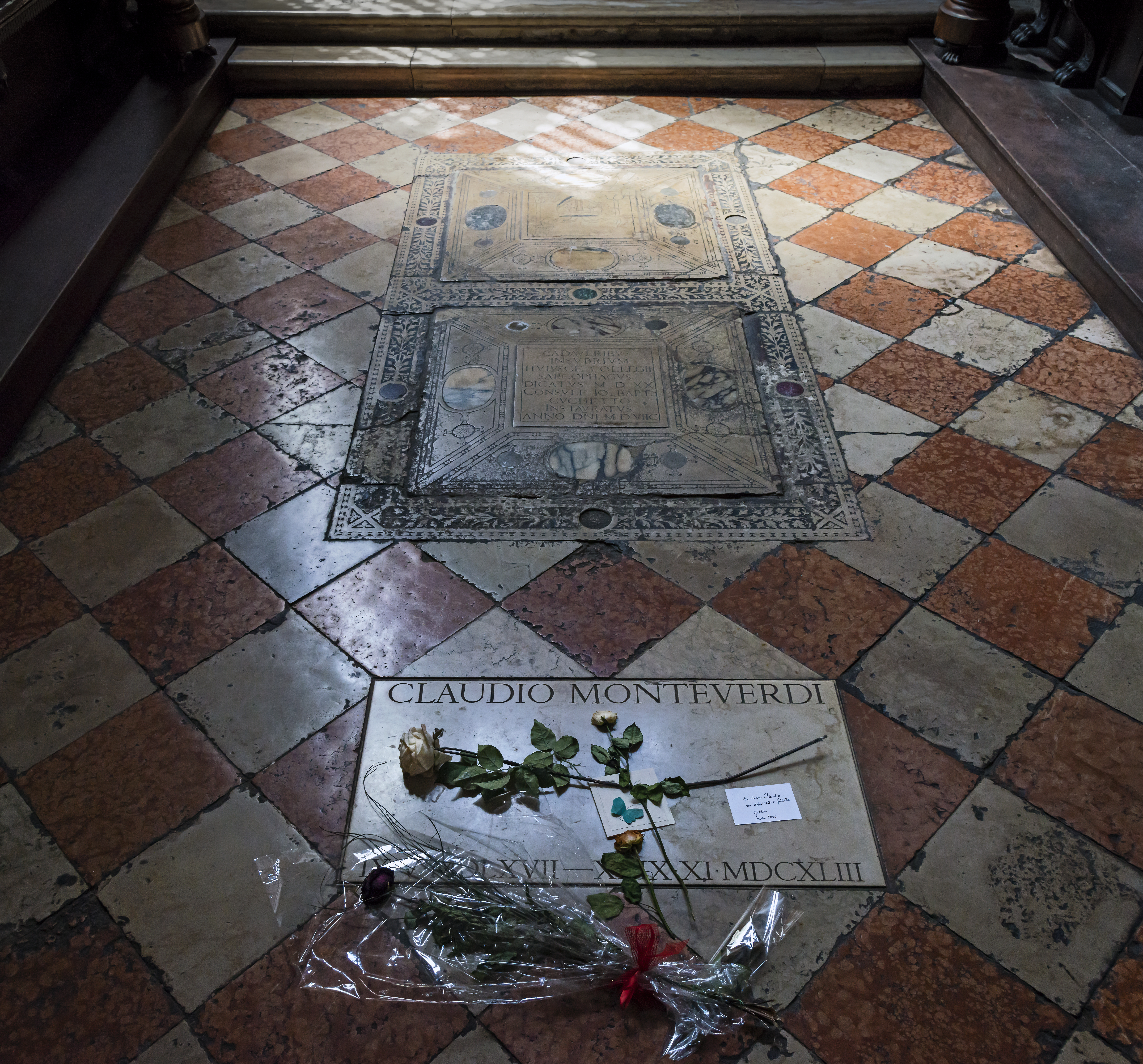
Tumba de Monteverdi.

Em 1637 abriram as primeiras casas de ópera em Veneza, o que lhe deu a chance de trabalhar mais uma vez nesse gênero, e de fato em poucos anos produziu quatro composições, das quais só sobreviveram duas: Il Ritorno d'Ulisse in Patria, e L'incoronazione di Poppea, ambas obras-primas que são consideradas as primeiras óperas modernas, já muito afastadas do espírito da ópera renascentista, exemplificado no L'Orfeo. Fazem grande exploração dos meandros da psicologia humana e descrevem com profundidade uma grande gama de caracteres, desde os heroicos e os patéticos até os mais vis e cômicos, e incorporam muitas novidades na forma dos números individuais, abrindo-se para estruturas contínuas que concorrem para aumentar a unidade e força dramática do texto que lhe dá base. Com elas Monteverdi se alçou à posição de um dos grandes operistas de todos os tempos.
Em 1643, já idoso e incapaz de cumprir todas as suas obrigações, ganhou a ajuda de um assistente, dividindo com ele os encargos de mestre de capela. Em outubro visitou Mântua pela última vez, e em novembro já estava de volta a Veneza. Depois de uma breve doença, diagnosticada como uma "febre maligna", faleceu em 29 de novembro. Recebeu um funeral grandioso na Basílica de São Marcos, com grande afluência de público, e seu corpo foi sepultado na Basílica de Santa Maria Gloriosa dei Frari, onde lhe foi erguido um monumento.

## Obra

### Contexto e visão geral
Monteverdi trabalhou num período de crise de valores estéticos. Até pouco antes de ele nascer toda música séria do Renascimento era produzida dentro do universo da polifonia, uma técnica que combina várias vozes mais ou menos independentes num tecido musical intrincado e denso, de forte base matemática e com regras rígidas para composição que estavam alicerçadas em fundamentos éticos. O gênero mais prestigiado cultivado pelos seus grandes predecessores - Josquin Desprez, Orlande de Lassus, Giovanni da Palestrina e outros - era o da música sacra. Nela se destacava a forma da missa, cujo texto em latim se apresentava através de um trabalho contrapontístico floridamente melismático, onde as várias vozes recebiam um tratamento semelhante, formando uma textura bastante homogênea que refletia os ideais de clareza, ordem, racionalidade, equilíbrio e harmonia privilegiados pelos renascentistas, cuja visão geral do cosmos era regida por hierarquias fixas, idealizadas e imaculadamente proporcionadas, onde o homem ocupava um lugar central. Nesse contexto filosófico, as dissonâncias na música podiam aparecer, mas desde que fossem cuidadosamente preparadas e também cuidadosamente resolvidas, pois rompiam a harmonia do conjunto.
Esse sistema idealista entrou em crise exatamente na época em que Monteverdi nasceu, por conta de importantes mudanças na sociedade. Entre elas estava o conflito entre o mundo católico e os protestantes, que em meados do século XVI estava atingindo as proporções de uma guerra religiosa. Para combater os protestantes o papado lançou o movimento da Contra-Reforma, onde a música sacra desempenhava um papel importante como instrumento de propaganda da fé ortodoxa. Entretanto, durante a Contra-Reforma a polifonia também foi reformada, pois até então o interesse principal dos compositores jazia na música e não no texto, e se por um lado as missas polifônicas das gerações anteriores produziam um efeito psicológico de majestade e tranquilidade, por outro suas palavras não podiam ser compreendidas, pois estavam imersas em um tecido contrapontístico tão cerrado, onde várias vozes cantavam palavras diferentes ao mesmo tempo, que seu significado se perdia para o ouvinte. Segundo a lenda, a polifonia esteve perto de ser banida do culto, se não fosse Palestrina demonstrar, através de sua Missa papae Marcelli, composta em 1556, que ela podia sobreviver e ao mesmo tempo tornar o texto inteligível.
O propósito da Contra-Reforma no que dizia respeito à música era dar-lhe, como se disse, inteligibilidade, mas também suscitar uma resposta mais emocional no ouvinte, pois muitos então viam a polifonia como excessivamente intelectual e fria. Para atender a essas novas necessidades, além da simplificação da polifonia, outros músicos trabalharam em uma linha inteiramente diversa, dedicando-se a resgatar a monodia, ou seja o canto ou recitativo solos acompanhados por um baixo de simples sustentação harmônica, o chamado baixo contínuo, que se estruturava verticalmente em acordes, e não mais em linhas horizontais, como fazia a música polifônica tradicional. O baixo contínuo permitia ainda dar uma atenção principal à ilustração do texto, e trabalhar com uma liberdade improvisatória inexistente na polifonia, possibilitando a introdução de ritmos e cromatismos exóticos que não tinham lugar na prima pratica.
Segundo Menezes, a distinção entre as práticas prima e seconda se fundamentava sobre aquilo que talvez tenha sido a principal questão da estética musical ao longo dos tempos: sua semanticidade ou assemanticidade, ou seja, a definição do que a música significa. Os compositores barrocos passaram a priorizar um problema específico: a ilustração musical do texto. Para isso foi importante a aplicação de uma sistematização musical dos sentimentos conhecida como a Teoria dos afetos, que estava em voga na época, onde cada sentimento específico, que em si mesmo era uma condição de características definidas e constantes, se ilustrava através de um estereótipo sonoro igualmente formalizado, definido e invariável. Cabia ao compositor empregar esses estereótipos formais convencionados — que compunham como que as palavras disponíveis em um dicionário sonoro — de uma forma organizada e coerente, para que se estabelecesse um verdadeiro discurso musical, ilustrando a expressão emocional contida no texto, e fazendo o público, já a par dessas convenções, penetrar em um nível de compreensão da música mais profundo, facilitando a empatia com o seu significado. A constituição deste repertório de elementos musicais de caráter descritivo derivara dos princípios da retórica clássica, e podia se expressar de variadas maneiras: através de certos motivos melódicos ou rítmicos, do perfil das melodias, da instrumentação, do tipo das vozes, e assim por diante, cada uma dessas escolhas estando associada à esfera de um determinado sentimento ou emoção. Como disseram Versolato & Kerr,
"A redescoberta, em 1416, da Institutio Oratoria, de Quintiliano, constituiu uma das principais fontes para o desenvolvimento do processo de simbiose entre a retórica e a música ocorridas no século XVI. Nesse texto, assim como em Aristóteles, são enfatizadas as similaridades entre música e oratória, e tem-se por meta a mesma de todos os outros estudos de oratória desde a antiguidade, a saber: instruir o orador nos meios de controlar e dirigir a resposta emocional de sua plateia ou, na linguagem da retórica clássica e também dos antigos tratados de música, capacitar o orador (ou seja, o compositor ou o intérprete) a mover os "Afetos" de seus ouvintes. O grande impacto do pensamento retórico clássico na cultura europeia deu-se a partir do advento do Humanismo renascentista, tornando-se uma das bases do currículo educacional das escolas e universidades da época e, conseqüentemente, determinando uma nova atitude composicional, tanto na música sacra quanto secular, que levou a novos estilos e formas musicais, sendo o madrigal e a ópera os mais notórios. A associação da música com os princípios da retórica constitui, talvez, o traço mais marcante do racionalismo musical barroco, modelando o pensamento teórico e estético do período, e definindo o pensamento musical seja quanto ao estilo, forma, expressão, métodos composicionais e performance."
O estilo inicial de Monteverdi estava firmemente enraizado na tradição polifônica, incorporando elementos estéticos que circulavam entre os eruditos de Mântua, onde desenvolveu a primeira parte importante de sua carreira. Nesse ambiente se cultivava um tipo de madrigal polifônico dedicado a ouvintes sofisticados, que aceitavam desvios das normas rigorosas do contraponto para se atingir efeitos expressivos e de ilustração do texto, e esta foi a base sobre a qual pôde mais tarde desenvolver recursos próprios mais complexos, explorar as possibilidades da monodia, penetrar na esfera da ópera e se manter a par das inovações trazidas pelas novas gerações, não raro superando seus criadores. Monteverdi não foi o inventor das formas que usou; o madrigal e a polifonia já tinham uma tradição de séculos, a monodia, a ópera e o recitativo nasceram com os florentinos, o cromatismo já vinha sendo explorado com resultados importantes por Luca Marenzio, Carlo Gesualdo e outros, e sua rica instrumentação foi apenas uma extensão da técnica de Giovanni Gabrieli, mas ele levou esses recursos a uma consumação magistral, sem paralelos em sua geração. Pela profundidade das transformações que introduziu e pela amplitude da nova síntese que criou não é incorreto chamá-lo de um pioneiro.

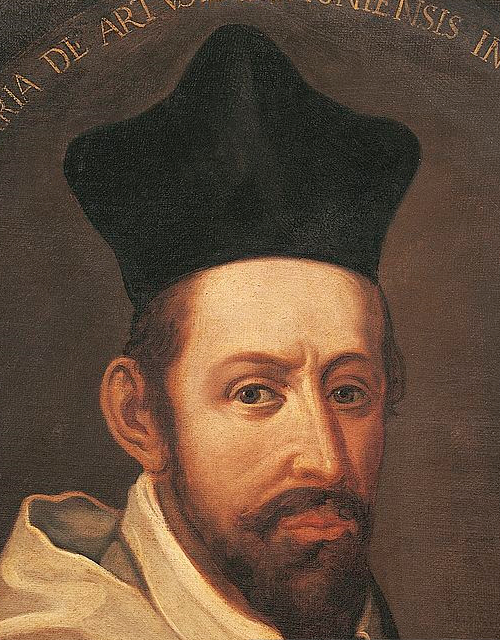
Giovanni Artusi, um dos teóricos da prima pratica.

Sua conhecida polêmica com Artusi, que se desenvolveu ao longo de cerca de dez anos, foi a arena mais notória do conflito entre a prima pratica e a seconda pratica que corria em sua época, uma polarização de estéticas que graças à contribuição de Monteverdi puderam continuar convivendo e mostrando sua utilidade para a obtenção de resultados diferentes. Para Artusi o intelecto era o juiz supremo da arte, e não os sentidos; arte para ele significava habilidade no mais alto grau, governada por princípios teóricos que a tornavam integralmente transmissível e compreensível, e estava no mesmo nível da ciência. Para Monteverdi a finalidade da arte era atingir as emoções e não apelar para o puro entendimento intelectual, e para conquistar essa meta o artista devia usar todos os meios ao seu alcance, mesmo que isso significasse infringir algumas regras; arte era, pois, um assunto de interpretação pessoal e não podia ser completamente apreendida pela razão; diante da representação das emoções não cabia estabelecer nada como "certo" ou "errado", mas sim verificar se a arte estava sendo eficiente e verdadeira. Na continuidade dessa tendência cheia de imprecisão e individualismos, o mundo que os renascentistas consideravam perfeitamente cognoscível entrou em colapso, aparecendo em cena como forças dominantes a dualidade, expressa em contrastes poderosos; a subjetividade, e o desequilíbrio ou assimetria, traços típicos do Maneirismo, e depois, muito mais marcadamente, do Barroco. No prefácio do seu Quinto Livro de Madrigais, Monteverdi escreveu:
"Não vos admireis por eu dar à estampa estes madrigais sem antes responder às oposições que fez Artusi a algumas breves passagens deles, porque estando eu ao serviço de Sua Serena Alteza de Mântua, não sou senhor do tempo de que precisaria para tal. Porém, escrevi uma resposta, para que se saiba que não faço as coisas ao acaso, e, assim que estiver revista, virá a lume, trazendo no frontispício o título Seconda Pratica overo Perfettione Della Musica Moderna. Alguns acharão isto estranho, não acreditando que exista outra prática para além da ensinada por Zarlino. Mas a esses posso garantir, a respeito de consonâncias e dissonâncias, que há outra  forma de as considerar diferente dessa já determinada, que defende a moderna maneira de compor com o assentimento da razão e dos sentidos. Quis dizer isto tanto para que outros se não apropriassem da minha expressão "seconda pratica" como para que os homens de inteligência pudessem considerar outras reflexões em torno da harmonia. E acreditai que o moderno compositor constrói sobre alicerces de verdade. Sede felizes!" 

### Sua teoria musical
De acordo com as cartas que trocou com Giovanni Battista Doni entre 1633 e 1634 sabe-se que ele estava nestes anos envolvido com a escrita de um tratado teórico, que seria intitulado Melodia overo seconda pratica musicale (A Melodia, ou a Segunda Prática Musical), onde deveria expor mais longamente os fundamentos de sua técnica e de sua estética, mas o projeto nunca se concretizou. Não obstante, suas ideias são em linhas gerais conhecidas, pois ele deixou substanciais opiniões sobre teoria musical em diversos pontos de sua correspondência e em alguns prefácios de suas coletâneas de madrigais.
Monteverdi explicou a música da seconda pratica como sendo em essência uma transposição sonora da arte da retórica como definida na Antiguidade por Platão, Aristóteles, Quintiliano, Boécio e outros filósofos e oradores, num conjunto de preceitos que no tempo de Monteverdi continuavam válidos e haviam sido enriquecidos com a Teoria dos afetos. Sua interpretação da retórica aplicada à música advinha da observação direta do homem e da natureza em geral, como faziam os antigos, imitando-os também em seu método expositivo, onde usava sistematicamente a estratégia de primeiro estabelecer os elementos fundamentais de seu tópico, continuando com uma justificativa, e encerrando com uma descrição de suas aplicações práticas. Sua teoria era organizada em uma série de categorizações tripartidas e simétricas: a primeira categoria dizia respeito aos afetos da alma (ira, temperança e humildade), a segunda, à voz humana (alta, baixa e média), e a terceira, ao caráter música (stile concitato, stile molle e stile temperato). Sobre este fundamento, e partindo da premissa de que a música deve servir como uma ilustração e um estímulo das paixões, o compositor definia o gênero concitato como invenção sua, uma modalidade expressiva descrita por Platão em sua República que ainda não havia sido explorada pelos compositores da prima pratica. O compositor traçou as origens do gênero, sua história e afirmou sua importância para o aperfeiçoamento das capacidades expressivas da música. Este gênero, segundo ele, derivava de outros três princípios, a oratória, a harmonia e o ritmo, que formavam a base também de toda boa interpretação. Outra categorização tripartida dizia respeito às características da música segundo sua função: música dramática ou encenada, música de câmara e música para dança, traçando uma correspondência entre o gênero concitato e a música guerreira, o gênero molle e a música amorosa, e o gênero temperato e a música representativa.
Cada um dos gêneros descritos por Monteverdi estava associado a um conjunto específico de afetos, e seu emprego visava reproduzí-los no ouvinte. O concitato reflete excitação e gera sentimentos expansivos, desde a fúria incontida até a alegria exuberante. O molle é adequado para o retrato de paixões dolorosas que resultam da contração da alma, sendo expresso por cromatismos e dissonâncias. O temperato, o mais ambíguo, não pretendia suscitar paixões intensas, ao contrário, se caracterizava pela sua neutralidade e por buscar a evocação de sentimentos delicados e tranquilos, e era, segundo ele, um traço típico da música da prima pratica. É de notar que o mesmo Doni escreveu para Marin Mersenne acusando Monteverdi de ter poucas capacidades de teorizar sobre música, e alguns críticos contemporâneos, como Brauner e Tomlinson, são da mesma opinião, dizendo que suas ideias são muitas vezes confusas, que suas explicações em especial sobre o stile concitato, sua formulação teórica mais importante, não são nem profundas nem tão originais como se pode pensar, e que a aplicação dos seus conceitos teóricos na composição prática é muitas vezes inconsistente com as regras que ele mesmo definiu.

### Forma e técnica
Dando grande importância à ilustração das emoções e do drama, Monteverdi se valeu de uma série de recursos para conseguir o resultado desejado. Em termos de forma, a estrutura do texto poético da composição, que era um determinante central no Renascimento, particularmente no caso dos madrigais, perdeu grande parte do seu significado para a composição musical. Antes o número de estrofes, de versos em cada estrofe, o metro, os padrões de ritmo e rima, todos auxiliavam na construção da estrutura música que os deveria ilustrar, mas no caso de Monteverdi e dos barrocos a descrição dos afetos exigia um manejo mais livre da forma, pois o centro do interesse era não a estrutura textual, mas seu conteúdo afetivo e dramático e a sua inteligibilidade, tendo um terreno de exploração em grande escala nas óperas. Segundo Mihelcic o estilo da música dramática de Monteverdi pode ser resumidamente descrito através dos seguintes pontos fundamentais:
- A forma da música é o resultado da caracterização do personagem,
- A reiterada ocorrência de transições abruptas como reflexo das mudanças afetivas nos caracteres representados,
- Uso de cadências com um senso de propósito dramático e não de fechamento da forma, e como pontos de articulação dentro de um discurso contínuo,
- Criação de um senso de unidade formal através da repetição motívica e relações tonais definidas,
- Uso do contraste como principal recurso organizador da forma.

No terreno da técnica, Monteverdi sistematizou o acorde de sétima dominante nas cadências, conferindo à harmonia uma lógica tonal que ainda não havia sido firmada, anulou os princípios da tríade criando os acordes com quatro notas diferentes e abrindo caminho para acordes mais complexos, fez uso intensivo das terças, concebeu efeitos inéditos através de quintas aumentadas e sétimas diminutas, e chegou a empregar acordes de sétima e de nona. Aprendeu de seus predecessores imediatos, Ingegneri, Cipriano de Rore e Orlande de Lassus em sua fase final, entre outros, o emprego de cromatismos marcantes, grandes saltos melódicos e contrastes modais para enfatizar os aspectos dramáticos. Num momento em que estava sendo dada grande atenção ao desenvolvimento das modalidades retóricas de expressão musical, o recitativo naturalmente adquiriu grande importância, sendo um dos elementos centrais da ópera nascente e um dos agentes da passagem do universo modal renascentista para o harmônico que imperou no Barroco. O recitativo, como sugere o nome, é um trecho de música essencialmente narrativo, é uma recitação do texto muito próxima do discurso falado, onde a retórica encontra sua expressão mais perfeita. No recitativo não existem padrões rítmicos regulares, nem uma melodia "acabada", enfaixada em uma forma pré-concebida, antes é uma linha de canto em estado de fluxo contínuo e livre, que acompanha cada inflexão do discurso textual, suportada por um discreto acompanhamento instrumental, resumido a um instrumento harmônico, como, no tempo de Monteverdi, usualmente o cravo, o órgão ou o alaúde, que forneciam o recheio harmônico através de acordes, e com um instrumento melódico como a viola da gamba, para reforçar a linha do baixo. Os proto-operistas florentinos, como Jacopo Peri, Giulio Caccini e Emilio de' Cavalieri foram os primeiros a desenvolver o recitativo, e Monteverdi, tomando seu exemplo como base, o levou a um patamar superior de refinamento e eficiência, empregando-o em todas as suas óperas com grande maestria, sendo capaz de imitar até mesmo as pausas de respiração características da fala.
Um exemplo de descrição de conteúdo emocional pode ser encontrado no Lamento de sua ópera L'Arianna, uma peça que se tornou tão célebre que, segundo um relato de 1650, era ouvida em toda parte. O texto narra o desconsolo da protagonista, Arianna (Ariadne) abandonada por seu amante Teseo (Teseu) na ilha de Naxos. Escrita na tonalidade básica de ré menor, a peça transita da desolação para a súplica, então para a comparação entre seu estado de anterior felicidade e sua mísera condição presente, em seguida faz acusações, sente piedade de si mesma, torna-se furiosa, cai para o remorso e novamente para a autopiedade. Um fragmento analisado por Mihelcic dá uma ideia de sua técnica:
A abertura introduz dois motivos fundamentais na peça, que retornarão em vários contextos. O texto declara Lasciatemi morire (Deixa-me morrer!), com um primeiro motivo em que Lasciatemi passa da dominante lá para submediante inferior fá, que tem uma forte tendência para resolver na dominante, e sugere que Arianna está em uma situação trágica, que qualquer tentativa de evadir-se é destinada ao fracasso. O desenho da melodia esboça um gesto frustrado, fraco e ineficaz, sobe um semitom, e decai cinco, e em seguida mais dois, onde fala morire. O segundo motivo é mais impetuoso, ascendente, tenta estabelecer uma posição forte na tônica superior, mas imediatamente fracassa, e cai novamente, encerrando o motivo numa cadência perfeita que implica a resignação ao destino.

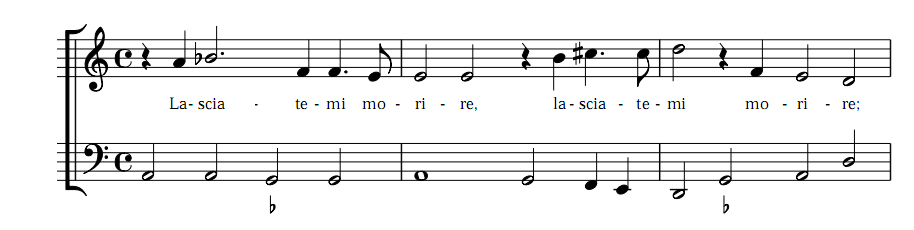
Lamento, abertura.

Sendo um compositor de transição entre duas eras, sua música reflete o estado de contínua e rápida mudança na técnica, na estética e na forma. A análise da evolução de seu estilo o prova, passando do contraponto estrito para a monodia operística plenamente desenvolvida. Entretanto, sua evolução não foi inteiramente linear, e em suas grandes óperas e obras sacras da maturidade se encontram justapostos elementos de ambas as eras e de todas as suas etapas intermédias, mistura usada conscientemente para produzir efeitos de contraste e assim enfatizar o drama, em resposta ao estado de constante mudança que se verifica na disposição mental e emocional humana. Da mesma maneira, os instrumentos eram empregados de acordo com as convenções de simbolismo prevalentes em seu tempo, tais como trombones e violas-baixo para as cenas infernais; alaúdes, violas, cornetos e flautas doces para cenas com deuses e personagens nobres, e um naipe adicional de madeiras para as evocações pastorais. Seu interesse na descrição musical o levou a desenvolver uma técnica de execução nas cordas chamada de stile concitato, estilo agitado, semelhante ao tremolo, com notas de altura igual tocadas em rápida sucessão, para ilustrar estados raivosos ou agressivos, com várias passagens típicas encontradas no Combattimento di Tancredi e Clorinda, com grande efeito. Tessituras altas, grandes saltos ascendentes, notas de pequeno valor, tempos rápidos, baixos agitados e mudanças tonais frequentes, são comumente usados para expressar angústia, excitação, heroísmo ou ira; tessituras médias, junto com baixos pouco móveis, tonalidade constante e acompanhamentos neutros, para indicar moderação, e tessituras baixas, linhas melódicas descendentes, tonalidades menores, para ocasião de súplicas ou sofrimento. Monteverdi tinha grande interesse na preparação vocal dos cantores, instruindo-os na correta emissão vocal, dicção, potência, articulação e fraseado. Era sensível ao timbre vocal e atribuía papéis conforme as características da voz do cantor, bem como conforme suas capacidades como ator.

### Obras principais

#### Madrigais

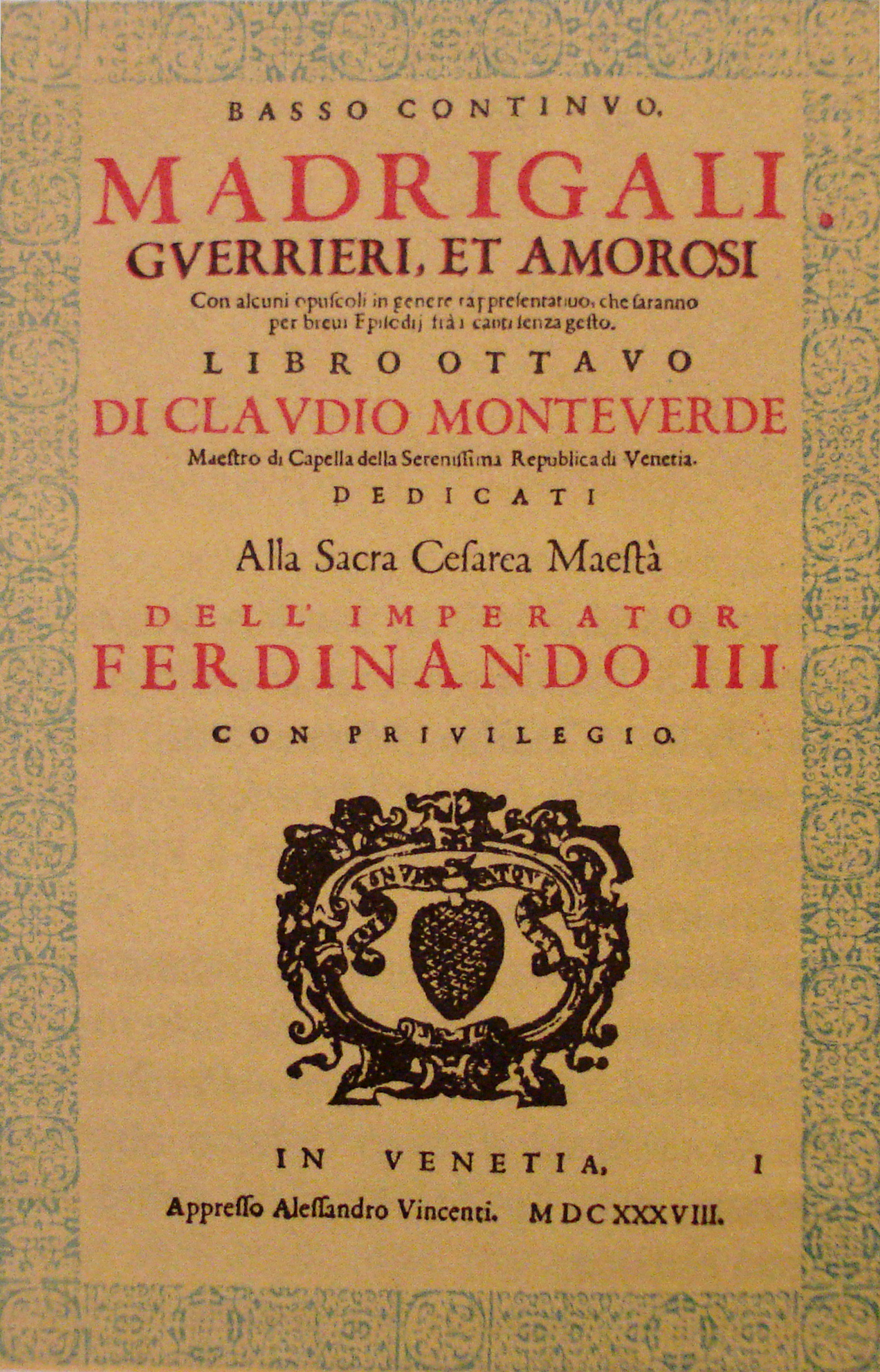
Capa do Libro ottavo, 1638.

Monteverdi começou ainda jovem a trabalhar o gênero do madrigal, e apresentou seus primeiros resultados na sua segunda coleção de obras publicadas, Madrigali spirituali a quattro voci (1583), todos em vernáculo e com texto profano. Influenciado pelo ambiente religioso de Cremona, fez uma cuidadosa seleção de poesias que contivessem um fundo moralizante ou devocional, e se destinassem à edificação piedosa do público. Uma inclinação mais direta para o mundo profano só apareceu na coletânea Madrigali a cinco voci, publicada em 1587, que trata de uma variedade de assuntos, desde o lirismo pastoral até alusões eróticas, que estavam em voga no ambiente cortesão onde trabalhava. Essa tendência foi ainda mais acentuada com a popularização da lírica de Petrarca no início do século XVII, que logo se tornou um favorito entre as cortes ilustradas da Itália, fazendo florescer uma tradição de elogio do amor cortês que com o passar dos anos permitiu, assimilada por outros autores, a penetração de grandes doses de erotismo, pathos e todos os excessos sentimentais que fizeram a transição do Renascimento para o Maneirismo e deste para o Barroco, e possibilitaram sua pintura em música com uma grande variedade de efeitos melódicos, rítmicos, estruturais e harmônicos. Essa temática profana possibilitava a exploração de uma gama de afetos impensável na música sacra, dando espaço também para pesquisas estilísticas de caráter marcadamente individual.
Em seu Secondo libro de madrigali a cinque voci (1590) já aparece um forte impulso para a dramatização do texto, com um original uso de silêncios e repetições que criam um vívido senso de realidade da ação, já mostrando suas capacidades como criador de atmosferas sugestivas. No Terzo libro de madrigali a cinque voci (1592) o compositor iniciou a experimentar com passagens em solo e com muitas repetições de notas em sequência, acentuando ao caráter dramático do texto. A coleção se revelou um sucesso, tanto que rapidamente ganhou uma segunda edição em 1594 e uma terceira em 1600, seguidas de outras anos adiante, e lhe valeu um convite para apresentar peças para uma compilação de obras de vários músicos de renome na época. A coleção seguinte, aparecida em 1603, foi mais um avanço, pois embora a escrita contrapontística ainda domine, as vozes inferiores apresentam uma tendência de apenas suprir a base harmônica, cabendo à voz superior conduzir o desenvolvimento melódico principal. Também usou em algumas peças cromatismos ousados. O Quinto libro de madrigali a cinque voci (1605) já atravessa o umbral do Barroco: seis das suas peças já exigem expressamente um baixo contínuo de apoio, que pode ser usado ad libitum em todas as demais, e o seu caráter geral já aponta para a ópera.
No seu Sesto libro de madrigali a cinque voci, con uno dialogo a sette (1614) a forma do madrigal mal pode ser reconhecida, e parecem verdadeiras cenas líricas. Foram incluídos na coleção dois ciclos autônomos, o Lamento d'Arianna e Lagrime d'amante al sepolcro dell'amata, ambos compostos vários anos antes, logo após a morte de sua esposa em 1607 e a de uma suposta amante, Caterina Martinelli, em 1608. O Lamento d'Arianna inicia com um arranjo madrigalesco de uma ária da sua ópera L'Arianna que se tornara extremamente popular, Lasciatemi morire, e continua com o acréscimo de três partes compostas sobre textos de Ottavio Rinuccini. O ciclo Lagrime… é composto de seis madrigais ilustrando uma sestina, um poema em seis versos que a cada repetição tem a ordem das palavras de cada verso alterada, tratando do pranto de um amante sobre o túmulo da amada.
No Settimo libro de madrigali a 1.2.3.4. sei voci, con altri generi de canti (1619) o uso do baixo contínuo é onipresente, o poder declamatório das vozes chega a um novo patamar de expressividade, e há uma orientação da forma para o realce de seções onde um solista é nitidamente caracterizado. O Libro ottavo, também conhecido como Madrigali guerrieri et amorosi (1638) apresenta plenamente maduro o estilo vocal concertante de Monteverdi, além de mostrar consistentes avanços harmônicos e um uso sistemático do stile concitato, realizado através de repetições de notas como no tremolo instrumental. Nesta coleção foi incluída até mesmo uma autêntica cena dramática, o conhecido Il Combattimento di Tancredi e Clorinda. No prefácio da coleção consta uma breve declaração de princípios do autor. Denis Stevens a considera a súmula da obra de Monteverdi nesse gênero. Apesar de sua importância, o oitavo livro de madrigais jamais foi reimpresso, tornando-se uma raridade; até o presente só foram encontrados dois exemplares completos, um em York e outro em Bolonha. Seu nono livro foi publicado somente após sua morte, em 1651, e parece ser uma compilação de peças compostas em seus primeiros anos; sua escrita é simples, a duas ou três vozes.
- Cor mio mentre vi miro, do Quarto libro de madrigali

- Lamento della Ninfa, da coleção Madrigali guerrieri et amorosi

#### Música cênica

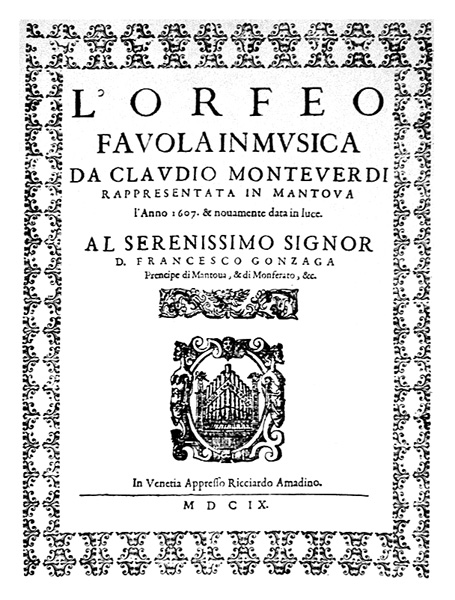
Frontispício da primeira edição de L'Orfeo.

A carreira operística de Monteverdi desenvolveu-se gradualmente. Primeiro realizou experimentos de dramatização de texto com os seus livros de madrigais, como já foi descrito antes. Quando se empregou em Mântua deu um passo adiante nesse processo, estudando a forma do intermezzo. Na sua época os intermezzi eram encenações musicadas e dançadas que se apresentavam entre os atos do teatro falado convencional. Trabalhavam sobre textos alegóricos ou mitológicos, e amiúde traziam também laudações retóricas para a nobreza que os patrocinava. O gênero se tornou muito popular e chegou a suplantar no gosto do público a representação teatral propriamente dita. Muitas vezes realizados contra cenários suntuosos e fantasiosos, os intermezzi foram um dos precursores do desenvolvimento da ópera estimulando um gosto pelo espetacular e pelo artificioso, e obrigado os cenógrafos a criarem novas formas de cenário e maquinismos cênicos para a obtenção de efeitos especiais. Também contribuíram quebrando a rigorosa unidade de tempo, enredo e ação que norteava o drama clássico, e, abordando temas da Antiguidade, despertaram o desejo em vários músicos, poetas e intelectuais de se recriar a música e a encenação original das tragédias e comédias da Grécia Antiga. O resultado imediato desse desejo foram os primeiros experimentos operísticos realizados em Florença por Ottavio Rinuccini, Jacopo Peri, Emilio de' Cavalieri e Giulio Caccini, entre outros. Outro elemento formador de seu operismo foi a assimilação dos princípios da monodia sustentada pelo baixo contínuo, que trazia o solista para o primeiro plano e possibilitava uma ampla exploração das capacidades virtuosísticas do cantor, empregadas para uma ilustração mais rica e sensível do texto e das emoções humanas. Finalmente, através do conhecimento dos primeiros experimentos operísticos em Florença, reuniu os elementos conceituais que faltavam, entre eles a teoria clássica da mímese e a divisão da estrutura do drama em um prólogo alegórico ou mitológico que apresenta os motivos principais da trama seguido de uma alternância de recitativos, árias, ariosos, interlúdios e coros que desenvolvem a narrativa propriamente dita, para que ele produzisse sua primeira obra cênica, L'Orfeo, em 1607,
Suas óperas, como todas as de sua época, fizeram face ao desafio de estabelecer uma unidade coerente para um paradoxo de origem - a tentativa de criar uma representação realista num contexto artístico que primava pelo artificialismo e convencionalismo. Para Ringer as óperas de Monteverdi foram uma resposta brilhante para esse desafio, estão entre as mais pura e essencialmente teatrais de todo o repertório sem perder em nada suas qualidades puramente musicais, e foram a primeira tentativa bem sucedida da ilustração dos afetos humanos em música numa escala monumental, sempre amarrada a um senso de responsabilidade ética. Com isso ele revolucionou a prática de seu tempo e se tornou o fundador de toda uma nova estética que teve uma influência enorme em todas as gerações de operistas posteriores, incluindo os reformadores do gênero como Gluck e Wagner. Mas para o pesquisador a grandeza das óperas de Monteverdi só pode ser percebida na experiência direta da representação em palco. A intensidade dramática de suas criações, embora remotas do presente no tempo, continua tão pungente e moderna como o foi em suas estreias. Stravinsky disse que ele era o músico mais antigo com quem os modernos podiam se identificar, tanto por sua concepção emocional como pelo poder e amplitude de sua arquitetura, diante das quais os experimentos de seus predecessores imediatos se reduzem a miniaturas.

##### L'Orfeo

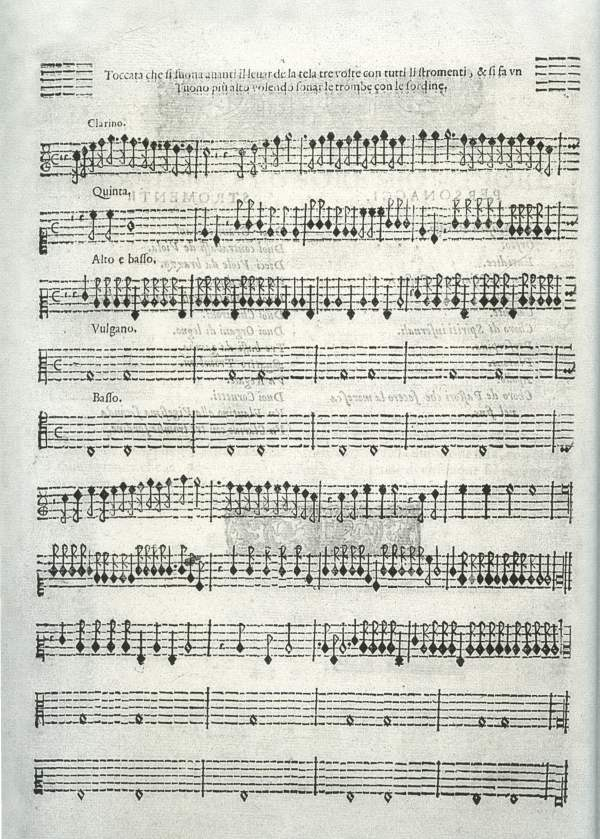
Página inicial da Toccata, a abertura instrumental de L'Orfeo.

L'Orfeo, favola in musica (Orfeu, fábula musicada) tem sido considerada pela crítica a primeira obra-prima do gênero operístico, um retrato do sofrimento, da fraqueza e da ousadia do ser humano que ainda fala ao público moderno sem a necessidade de interpretações eruditas para ser compreendido. O libreto, de Alessandro Striggio, o Jovem, narra a dramática história de Orfeu e Eurídice, personagens retirados da mitologia grega. A obra inicia com um prólogo abstrato onde a Música personificada descreve os seus poderes. Em seguida a cena se transfere para o campo, onde, em um clima de júbilo, se prepara o casamento de Orfeu e Eurídice. Mas antes da realização da cerimônia, Eurídice morre, picada por uma serpente, e desce para o mundo dos mortos, de onde ninguém jamais retorna. Transtornado, Orfeu resolve resgatá-la pelo poder de seu canto, e ele de fato consegue comover Perséfone, a rainha do submundo, que apela para seu marido Hades libertar Eurídice. O deus outorga-lhe a graça, sob a condição inviolável de que em sua volta à superfície Orfeu conduza Eurídice sem olhar para ela, e sem poder revelar-lhe os motivos para tanto. Confusa, Eurídice suplica a Orfeu que lhe conceda um olhar, e ele, vencido pela paixão, volta sua face para a amada e seus olhares se cruzam. Quebrado o voto, imediatamente Eurídice é envolta outra vez pelas sombras da morte e desaparece. Consumido pela dor, Orfeu entoa um sombrio lamento, condenando a si mesmo pela sua fraqueza, causa da desgraça de ambos. A ópera encerra com Orfeu já na superfície, sendo consolado por seu pai, Apolo, que o leva para o céu, dizendo que ali ele poderá recordar os traços de sua amada na beleza do sol e das estrelas. É possível que a cena de Apolo, que consta na edição impressa em 1609, não tenha sido apresentado na estreia, e tenha sido inclusa na reapresentação que teve em 1º de março, para tentar oferecer, segundo as preferências da época, um final feliz para o lúgubre desfecho do libreto original de Striggio, mas de qualquer forma a brevidade da cena, na prática, não anula o peso do grande lamento anterior de Orfeu, e antes do que criar o sentido de uma apoteose e uma compensação aceitável para a desgraça, surge como um desolado anticlímax, enfatizando a irreversibilidade da separação eterna dos amantes, como foi observado por vários regentes que encenaram a peça em tempos modernos.
Foi estreada no palácio ducal em Mântua, provavelmente em 24 de fevereiro de 1607. A estreia foi aguardada com expectativa, e os comentários posteriores foram unânimes em elogiar sua novidade e poder dramático, aparecendo como um avanço nítido sobre as óperas que estavam sendo apresentadas em Florença desde poucos anos antes, em termos de concepção estrutural e poder de síntese, empregando não somente o estilo recitado e as árias que formavam as óperas primitivas mas também aproveitando recursos estilísticos do madrigal e do intermezzo, enriquecendo sobremaneira a forma. L'Orfeo foi escrita sob os auspícios da Accademia degli Invaghiti, uma sociedade de nobres amadores da música, e executada pelos músicos da corte ducal durante as festas carnavalescas daquele ano. Nesse sentido, seu propósito era apenas prover a nobreza de um entretenimento de qualidade. A partitura só foi impressa dois anos depois, em 1609, e novamente em 1617, mas ambas as edições contêm vários erros e deixam vários aspectos obscuros, especialmente na instrumentação. Não sobrevivem descrições extensas sobre a performance inaugural, nem sobre figurinos e cenários, a não ser um breve relato em duas cartas, uma do próprio duque, e outra de Carlo Magno. Também é possível que a primeira apresentação tenha sido dada sob a forma de uma ópera de câmara nos aposentos da duquesa, com um grupo reduzido de instrumentistas e cantores e um cenário simplificado. Apesar de elogiada por todos, a ópera não parece ter exercido um impacto especialmente profundo nos seus contemporâneos, como fez a produção seguinte, L'Arianna, apresentada para um público muito maior, e o próprio compositor não parece tê-la encarado como completamente satisfatória.
- Toccata, abertura instrumental de L'Orfeo, favola in musica

##### Il combattimento di Tancredi e Clorinda
Il combattimento di Tancredi e Clorinda (O Combate entre Tancredo e Clorinda) é uma obra cênica curta e de caráter híbrido, que fica entre a ópera, o madrigal e a cantata, sendo em parte recitada e em parte encenada e cantada. Foi composta em 1624 e apareceu publicada junto com o seu oitavo livro de madrigais, sobre um texto extraído da Gerusalemme liberata de Torquato Tasso narrando o trágico confronto de dois amantes, o cristão Tancredo e a sarracena Clorinda, que, vestidos de armaduras, não se reconhecem e lutam até a morte de Clorinda, quando então suas identidades se revelam e Tancredo, transtornado, lhe dá o batismo in extremis, obtendo o perdão da amada. Esta peça é importante porque nela Monteverdi apontou para a fundação do gênero da cantata profana e introduziu o stile concitato na orquestra, perfeitamente adequado para o retrato de uma cena de batalha, junto com outros recursos técnicos como o pizzicato, o tremolo e instruções de performance como morendo, morrendo, decrescendo o volume e tornando mais lento. A obra está repleta de achados timbrísticos, harmônicos, rítmicos e vocais, e o próprio autor não a considerava uma peça de audição fácil: "É música dificilmente acessível sem a intuição da espiritualidade, mas reserva alegrias soberanas aos espíritos abertos". De qualquer modo, a reação do público em sua estreia foi emocionada e compreensiva.
- Trecho de Il Combattimento di Tancredi e Clorinda

##### Il ritorno d'Ulisse in patria
Il ritorno d'Ulisse in patria (O Retorno de Ulisses à Pátria) foi composta em torno de 1640 sobre um libreto de Giacomo Badoaro extensivamente adaptado pelo próprio Monteverdi, e estreada possivelmente no Teatro de San Giovanni e San Paolo, em Veneza. Dos cinco atos originais, a divisão clássica, Monteverdi fez três, seguindo uma prática dos operistas venezianos e da Commedia dell'Arte. A orquestra exigida é sumária: meia dúzia de cordas e outro grupo pequeno de instrumentos variados para o baixo contínuo, uma escolha que se destina a lançar a atenção do ouvinte sobre o drama.
Durante um longo tempo sua autoria foi contestada, mas hoje está fora de dúvida. A reconstituição moderna da sua música traz uma série de problemas técnicos. A única partitura conhecida é um manuscrito encontrado em Viena, possivelmente não autógrafo, pois contém grande quantidade de erros óbvios e passagens duvidosas em número ainda maior. Além disso as doze cópias do libreto que sobrevivem são todas discordantes entre si e também do texto que consta na partitura. A música que o manuscrito contém é esquemática, as árias aparecem quase todas apenas com a voz e o baixo contínuo, e os interlúdios instrumentais a várias vozes, se bem que escritas por extenso, não trazem instrumentação indicada, um problema que afeta de resto toda a partitura; assim a sua instrumentação em apresentações modernas é quase inteiramente conjetural. O texto é uma adaptação da Odisseia de Homero: depois de um prólogo alegórico onde o Tempo, a Fortuna e o Amor ameaçam a Fragilidade Humana, narra-se a volta do herói Ulisses para sua casa depois da Guerra de Troia, reconquistando seu reino e sua esposa Penélope, pretensamente viúva, ameaçados por vários pretendentes indignos. Il ritorno… é, na visão de Ringer, a mais terna e comovente ópera de Monteverdi, sem a ironia, a ambivalência e a amargura da Poppea, e sem a tragédia de L'Orfeo. Suas qualidades épicas inspiraram uma música de grande sobriedade, e a ação é conduzida na maior parte do tempo por personagens masculinos, cuja caracterização é mais humana e veraz do que a encontrada no texto homérico; a parte de Ulisses é especialmente bem trabalhada nesse sentido, mas alguns papéis femininos também são destacados, entre eles o de Penélope, cujas intervenções são altamente expressivas.
Segundo Michael Ewans com Il ritorno… Monteverdi e seu libretista lançaram as fundações de todas as adaptações teatrais subsequentes de textos clássicos, e conseguiram recriar algumas das tensões e dualismos presentes na tragédia grega através de um sábio equilíbrio entre o dramatismo implícito na situação e a contenção exigida pela sua formalização, já que segundo as convenções da época a violência extrema não deveria aparecer num palco. Também se percebe uma tendência a uma velada "cristianização" do tom da narrativa, e vários personagens e cenas tiveram sua caracterização alterada em relação ao exposto por Homero, a fim de satisfazer as necessidades de uma atualização do texto.

##### L'Incoronazione di Poppea

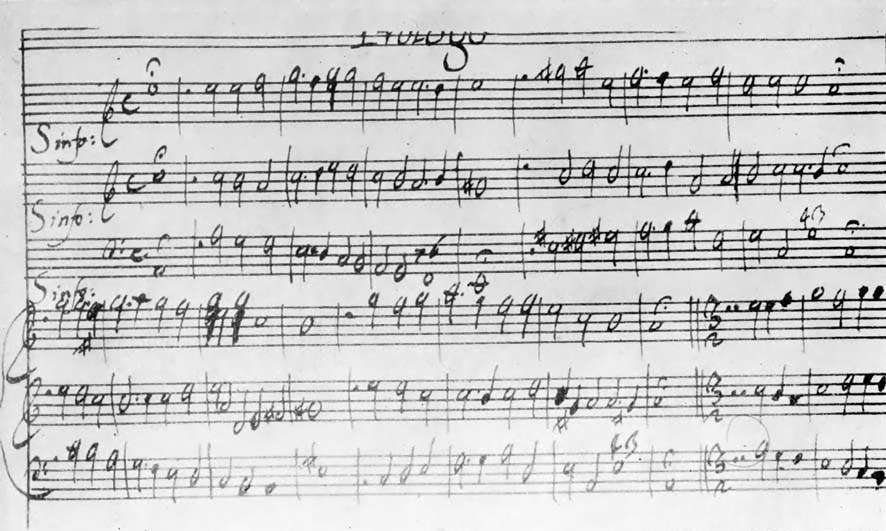
Página manuscrita do prólogo de L'Incoronazione di Poppea.

A última produção operística de Monteverdi, L'Incoronazione di Poppea (A coroação de Popeia), foi estreada no início de 1643 no Teatro de San Giovanni e San Paolo, em Veneza. Seu libreto, escrito por Giovanni Francesco Busenello a partir de Suetônio e Tácito, foi o primeiro a abordar um tema histórico, narrando a ascensão da sedutora cortesã Popeia, desde sua condição de amante do imperador romano Nero até seu triunfo, quando é coroada imperatriz. Segundo Charles Osborne, mesmo que partes da música possivelmente tenham sido escritas por assistentes, incluindo o célebre dueto final entre Popeia e Nero, esta é a maior obra de Monteverdi no gênero operístico, tendo levado a arte da caracterização psicológica dos personagens, especialmente o casal protagonista, a um nível ainda mais alto de perfeição. Contudo, Monteverdi conduziu sua música no sentido não de fazer a exaltação de uma escalada social em tudo indigna, baseada em intrigas e em assassinatos, mas de oferecer um espetáculo moralizante. Segundo Grout & Williams, nenhuma ópera do século XVII merece mais do que esta ser estudada e revivida, e dizem que as montagens que tem recebido nos tempos modernos mostram sua eficiência em palco e uma perfeita integração entre texto e música, sendo importante também por sua posição histórica de verdadeira fundadora da tradição operística moderna de concentração da atenção na personalidade e no mundo emocional dos personagens.

#### Música sacra
Nascendo em Cremona, que na sua época era um dos baluartes da Contra-Reforma, foi natural que fosse sacra sua primeira produção, as 23 Sacrae Cantiunculae tribus vocibus (Canções Sacras a três vozes, 1582), e seus textos latinos, tirados das Escrituras, fossem uma profissão pública de ortodoxia católica. São obras corretas, mas não brilhantes, e seu estilo é largamente dependente do de seu mestre Ingegneri. Uma segunda coletânea de música sacra apareceu em 1583, intitulada Madrigali spirituali a quattro voci (Madrigais espirituais a quatro vozes), já citada antes brevemente. Com esta coleção Monteverdi abriu um novo campo de trabalho no contexto da música da Contra-Reforma, com textos profanos mas de inspiração piedosa e moralizante, concebidos dentro da tradição lírica de Petrarca, o que introduziu no gênero do madrigal um tom devocional inédito.

##### Coleção de 1610

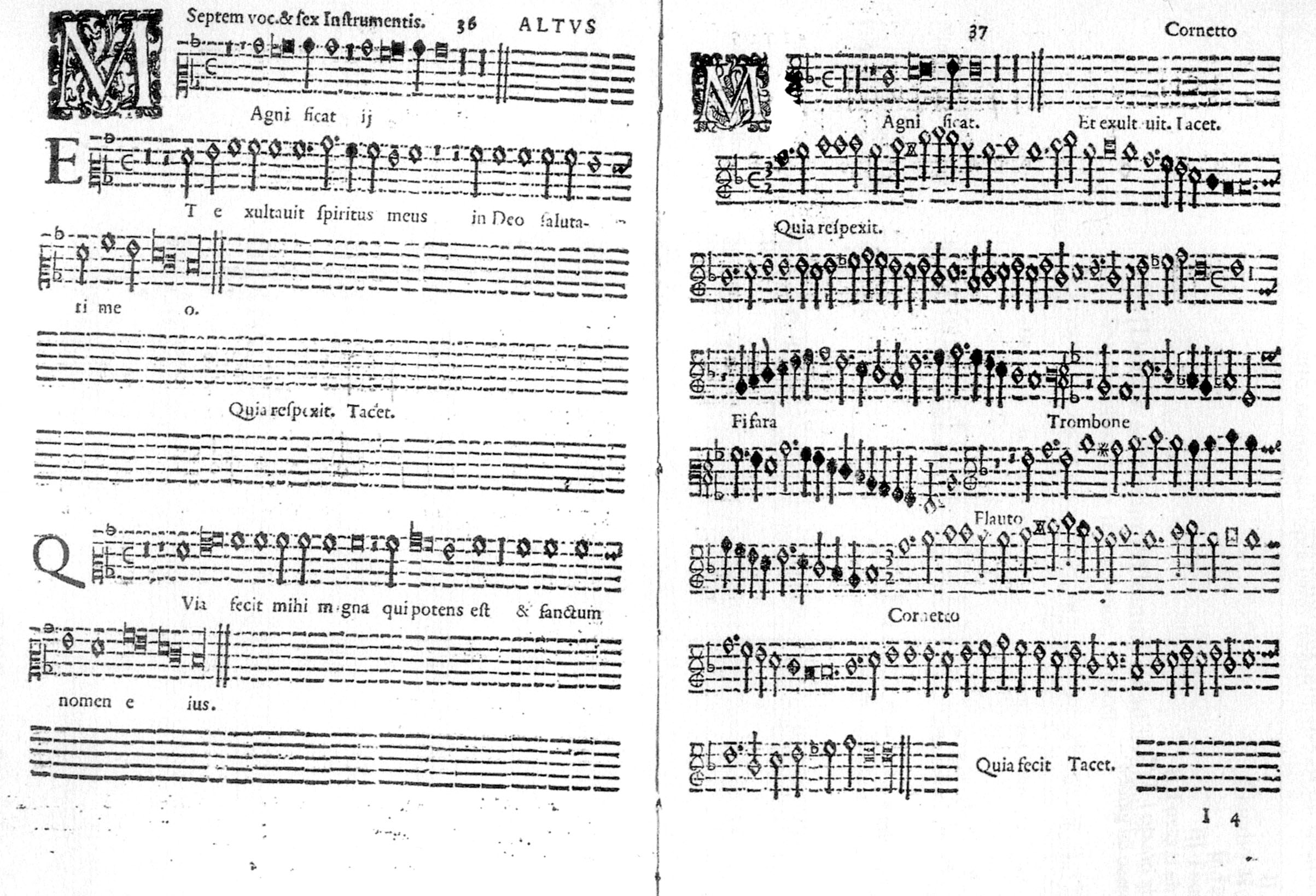
Página da primeira edição das Vespro della Beata Vergine, 1610.

Em 1610 apareceu sua coleção seguinte de obras sacras, que inclui uma versão das Vésperas da Virgem Maria (Vespro della Beata Vergine), uma missa a capella (Missa In illo tempore) e alguns concertos sacros. Como as coleções semelhantes de sua época, essas obras se destinavam a atender a múltiplas funções, e podiam ser executadas à discrição dos intérpretes em variadas combinações vocais e instrumentais, usando as peças avulsas ou agrupando quantas fossem necessárias para o culto da ocasião. Entretanto, o grupo de peças que forma as Vésperas tem gerado muito debate entre os especialistas, pois apesar do título não segue a sequência de trechos de nenhuma liturgia mariana oficial conhecida. De fato, é possível se usar peças da coleção para outras festas de virgens mártires e outras mulheres santas. Quanto à sua substância musical, é uma coleção extremamente heterogênea, usando todos os estilos e estruturas formais conhecidos em seu tempo, desde o fabordão harmônico até os solos vocais virtuosos, de simples apresentações de trechos de canto gregoriano acompanhado ao órgão até variados grupos orquestrais e corais, e passando dos recitativos para complexas seções polifônicas, e nesse sentido as Vésperas foram a mais rica, avançada e suntuosa coletânea de música sacra até então publicada. O único elemento que une as peças individuais é o fato de todas terem sido compostas a partir de uma linha de canto gregoriano. Os cinco "concertos sacros" anexos permanecem um tanto à parte; consistem em quatro motetos e uma sonata estruturada em torno de uma litania da Virgem Maria, atribuídos a combinações de vozes diferentes. É possível que essas cinco peças tenham formado um conjunto por si, mas a primeira edição as imprimiu em uma ordem pouco lógica. Da mesma forma que as Vésperas, sua instrumentação deixa grande liberdade para os intérpretes, e também como elas se colocam acima e à frente de tudo o que já fora feito no gênero por outros compositores em termos de amplitude e coesão estrutural, embelezamento virtuosístico e tratamento retórico do texto. Quanto à Missa in illo tempore, foi composta a seis vozes, usando como motivo básico um moteto de Nicolas Gombert intitulado In illo tempore loquante Jesu. Seu estilo é o da prima pratica, e pode ter sido uma homenagem do compositor a uma veneranda tradição da qual ele mesmo bebera. Apesar de reimpressa dois anos depois em Antuérpia e ter sido citada no tratado de contraponto do padre Giovanni Battista Martini 166 anos mais tarde, não exerceu impacto em sua época, pois a esta altura o estilo já estava ultrapassado.

##### Selva morale e spirituale
Esta foi a última grande coleção de música sacra de Monteverdi, publicada em 1640, em Veneza. Seu conteúdo, como indica o título Selva morale e spirituale (Antologia moral e espiritual), é uma compilação de textos moralizantes e sagrados postos em música, e sua composição deve ter sido iniciada não muito tempo após a publicação da coleção de 1610, com a qual se parece em vários aspectos, embora sua atmosfera geral seja mais jubilosa e triunfante. Também é uma reunião polimorfa de peças avulsas para uso ad libitum na liturgia, empregando uma grande variedade de recursos instrumentais e vocais e de formas — salmos corais, hinos, motetos, três Salve Regina, dois Magnificat e duas missas, uma delas fragmentária. Aparentemente sua composição esteve ligada aos costumes específicos da Basílica de São Marcos, onde ele nesta altura era o mestre de capela, e por isso se justifica a presença de uma missa em prima pratica, o emprego do estilo concertante e a divisão dos coros à maneira dos cori spezzati, que eram um traço antigo e típico da música sacra veneziana, valendo-se de uma distribuição especial dentro do espaço da Basílica a fim de obter efeitos antifonais impactantes. A coleção encerra com o Pianto della Madonna, uma outra versão, com texto moralizante, da sua afamada ária Lasciatemi morire, da ópera L'Arianna. A Selva morale e spirituale contém algumas das mais pujantes e brilhantes peças de música sacra de Monteverdi, mas quando os intérpretes modernos querem executar essa música encontram múltiplos problemas: em alguns trechos faltam as linhas instrumentais; as partituras impressas possuem numerosos erros; certas seções são de autoria controvertida, parecem ter sido compostas por assistentes, e os manuscritos trazem indicações escassas e muitas vezes de interpretação duvidosa sobre a instrumentação e distribuição das vozes.

### Correspondência
Sobrevivem de Monteverdi 126 cartas, autógrafas ou em cópias, provavelmente apenas uma pequena fração do que ele escreveu, que fornecem uma rica visão sobre suas ideias e sua vida privada, bem como sobre sua cultura em geral e talento literário. Na análise de Stevens, a prosa de Monteverdi é tão fluente e requintada quanto o melhor de sua música, e muitas delas são pequenas jóias literárias:
"Percebe-se em muitas de suas cartas mais longas um calor incandescente, que funde improviso e disciplina formal, que é nítido também em notáveis obras-primas como o Combattimento ou a chacona Zeffiro torna. O tema principal é enunciado, e de imediato é lançado em um contraponto inexorável de temas subsidiários, desenvolvidos e expandidos por meio de alusões parentéticas, seguidas de um retorno ao tema inicial e por fim conduzindo a uma cadência de encerramento. De muitas formas suas cartas espelham a sua música".

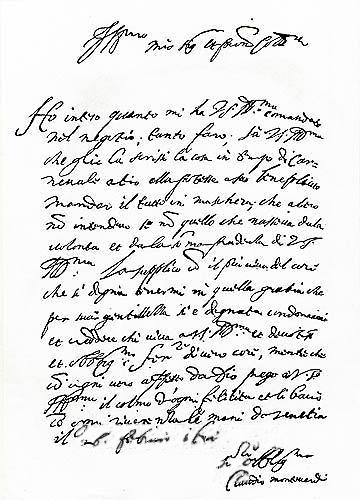
Fac-símile de carta autografa de Monteverdi para seu patrono.

Do seu linguajar transparece uma sólida formação em latim clássico, com seu equilíbrio na formação de estruturas claras. Suas sentenças, contudo, são longas e convolutas, seguem um fluxo impetuoso, com frequente uso de expressões populares entremeadas, junto com um gosto por engenhosas construções gramaticais que são um desafio para os tradutores.
Seu conteúdo é extremamente variado, mas muitas são dirigidas a seus patronos ou outros membros da nobreza, e trazem uma linguagem adequadamente polida, servil e rebuscada, como era o costume. Em cartas para amigos seu tom é muito diverso, e não hesita em desvelar suas ideias políticas e artísticas, bem como seu cotidiano. Narrou sem rodeios e com detalhes às vezes assustadores as rivalidades, a corrupção e as intrigas que corroíam a vida das instituições eclesiásticas e das cortes; lamentava como era enganado e insultado por nobres e por outros músicos, deplorava a sombra constante da Inquisição sobre a vida de todos; em outras ocasiões se regozijava por pequenos sucessos como a ajuda recebida de um filho, um concerto que saía bem, um convite honroso para se apresentar em uma casa elegante. Em várias comentou obras que estava compondo, dando informações preciosas sobre elas, inclusive sobre obras que depois se perderam. Em diversos momentos falou de amigos e familiares de forma críptica, sem mencionar seus nomes ou dando referências oblíquas sobre suas identidades.
A título de exemplo seguem as transcrições de trechos de duas cartas, a primeira para o duque Vincenzo, datada de 28 de novembro de 1601, onde se escusa por não ter solicitado prontamente o cargo de mestre-de-capela após a morte de Benedetto Pallavicino, e a outra para o advogado Ercole Marigliani, datada de 22 de novembro de 1625, solicitando ajuda em um processo judicial em que ele tivera bens sequestrados, incluindo sua casa, após ter-se mudado de Mântua para Veneza:
"Sereníssimo Senhor, meu Respeitabilíssimo Mestre,
"Se eu não me apressei em solicitar pessoalmente às boas graças Vossa Alteza, na ocasião da morte de Pallavicino, o cargo musical que o senhor Giaches (de Wert) detinha, talvez a inveja na mente de outros tenha podido, para meu detrimento, usar estratagemas por demais óbvios - mais afeitos à retórica do que à música - para denegrir a boa vontade de Vossa Alteza para comigo, de forma que pudesse fazer-vos crer que isso derivou de alguma dúvida que eu tivesse sobre minha capacidade, ou de alguma excessiva auto-confiança; mas não obstante eu ansiava por aquilo que, servo indigno que sou, eu deveria ter solicitado afetuosamente e desejado com especial humildade. Além disso, se eu também não tentei colher a chance de servir Vossa Alteza tão pronto como a ocasião se ofereceu, teríeis particular razão de lamentar justamente meu serviço negligente; e igualmente meu pobre juízo, em não buscar (para melhores fins) maiores oportunidades para mostrar ao vosso refinadíssimo gosto musical algum mérito em motetos e missas também, teríeis justa causa de me condenardes".
"Meu Ilustríssimo Senhor e Estimadíssimo Mestre
"Tendo recebido do Excelentíssimo Senhor Bagozzi, meu advogado, a carta anexa na qual - como Vossa Senhoria pode ver - ele me notifica como o Senhor Belli usa de todas as maneiras para empreender ações contra mim de todas as formas imagináveis e possíveis (coisa que eu mal posso crer, em vista das palavras que vós fostes bondosos o bastante para relatar em vossas cartas anteriores; ou seja: meus bens estando vendidos, ele deveria ter empregado a renda de tal modo que tudo já deveria estar acabado), eu recorro a vós mais uma vez e vos imploro para acalmá-lo e fazê-lo esperar pelo resultado do que estais tentando conseguir entre as partes… Se agora, estando eu sem nada, tiver de pagar 200 ou mais escudos além das despesas - mais 200 - e, parece-me, tendo o Senhor Belli dado-me nada além de tirania e má vontade, as injúrias passadas seriam o bastante sem adicionarmos mais. Se eu apenas pudesse ter estado em Mântua todo o problema teria tomado outra direção. Vós podeis ajudar-me, e sei que usareis de vossa influência para livrar-me de tal vexame inimaginável e impensável".

## Recepção crítica

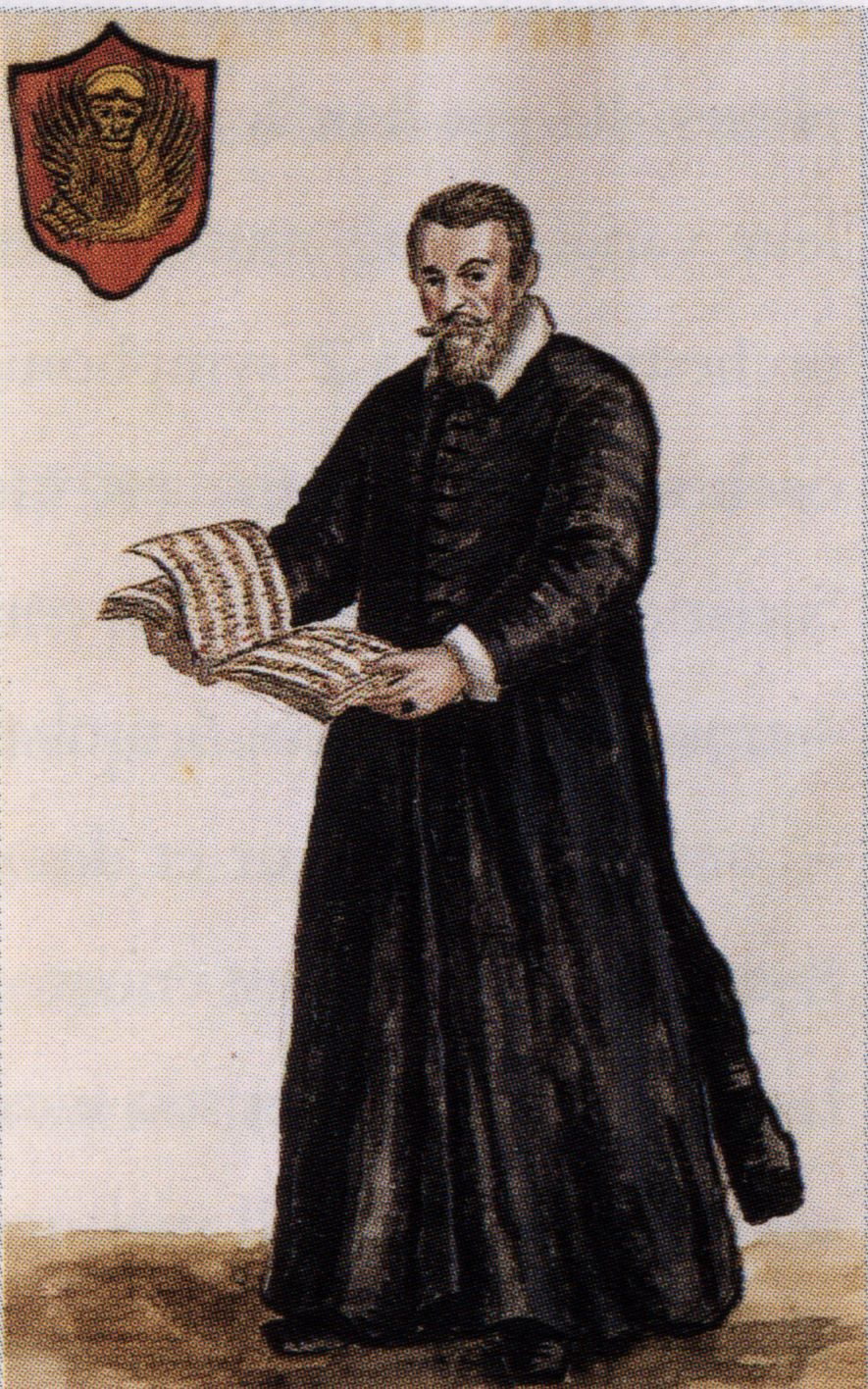
Retrato anônimo de Monteverdi em sua fase veneziana. Museu Correr.

Monteverdi, chamado de "o oráculo da música" e de "o novo Orfeu" por seus contemporâneos, permaneceu prestigiado por cerca de uma década após sua morte. Apareceram novas edições de suas obras, os editores trouxeram à luz diversas outras ainda inéditas, tanto em antologias como em volumes dedicados especialmente para ele, e algumas de suas óperas continuaram sendo apresentadas. Vários músicos importantes escreveram memórias elogiosas, como Thomas Gobert, mestre de capela do rei da França, louvando sua pesquisa harmônica; Heinrich Schütz, que se declarou seu devedor, e o tratadista Christoph Bernhard, que o incluiu entre os mestres do que chamou "estilo luxuriante". Na Itália a expressividade de sua composição vocal para o teatro continuou sendo apreciada, mas depois dessa breve sobrevida, com a ascensão de um estilo mais fluido e ligeiro na ópera, com a constante demanda do público por novidades e com o rápido declínio do madrigal, sua contribuição na música profana caiu no esquecimento. Suas obras sacras conseguiram permanecer em voga ainda um pouco mais, em virtude do conservadorismo reinante na música para a Igreja, mas também estas acabaram cedendo. Seu nome só voltou a ser citado na virada do século XVII para o século XVIII, quando o madrigal foi ressuscitado por círculos eruditos de Roma.
Em 1741 apareceu um ensaio biográfico escrito por Francesco Arisi, o tratadista Padre Martini o citou em sua Storia della Musica e depois lhe deu um bom espaço em seu tratado de contraponto, além de reimprimir dois de seus madrigais e o Agnus Dei de sua Missa In Illo Tempore, acrescidos de extensos comentários e mais uma apreciação de sua obra geral. No final do século XVIII John Hawkins e Charles Burney escreveram novos ensaios biográficos, e este último ilustrou o seu com vários exemplos musicais comentados. Em 1783 Esteban de Arteaga escreveu uma história da ópera na Itália onde citou elogiosamente Monteverdi e assinalou sua influência sobre a obra de Pergolesi, especialmente através da Arianna. Em 1790 Ernst Gerber o incluiu no seu Historisch-biographisches Lexicon der Tonkünstler, cujo verbete na edição de 1815 apareceu muito ampliado, chamando-o de "o Mozart do seu tempo". Em meados do século XIX ele foi objeto da atenção de historiadores como Angelo Solerti e Francesco Caffi, e se beneficiou de um renovado interesse pela música do século XVI. Em 1887 foi publicada a primeira biografia extensiva por Emil Vogel, que apareceu num período em que vários outros autores já escreviam sobre ele e suas composições eram reimpressas em número crescente - L'Orfeo (três edições entre 1904 e 1910), La Coronatione di Poppea (1904, 1908 e 1914), Ballo delle Ingrate e Il Combattimento (1908), doze madrigais a cinco partes (1909 e 1911), Sacrae Cantiunculae (1910), e a missa da Selva Morale e Spirituale (1914).
Sua fama começava a renascer, sendo elogiado em altos termos por Karl Nef, que o comparou a Shakespeare, e por Gabriele d'Annunzio, que o chamou de divino, uma alma heróica, precursor de um lirismo tipicamente italiano. Seu talento foi reconhecido por diversos outros músicos e musicólogos destacados, como Hugo Riemann, Nadia Boulanger, Vincent d'Indy, Ottorino Respighi, Igor Stravinsky e Romain Rolland, e sua obra já atingia um público mais vasto, embora na maior parte das vezes recebendo suas peças em versões pesadamente rearranjadas para satisfazerem o gosto tardo-romântico. Por outro lado, críticos influentes como Donald Tovey, um dos contribuidores da edição de 1911 da Encyclopaedia Britannica, ainda diziam que sua música era irremediavelmente ultrapassada, embora já fossem uma minoria.
Entre 1926 e 1942 apareceu a primeira edição de suas obras completas em dezesseis volumes, editada por Gian Francesco Malipiero. No prefácio, o editor declarou que seu objetivo não foi ressuscitar um morto, mas fazer justiça a um gênio, e mostrar que as grandes manifestações da arte antiga ainda têm um apelo para o mundo moderno. Apesar do valor dessa publicação pioneira, de acordo com Tim Carter na visão acadêmica atual ela padece de vários problemas editoriais. Malipiero parece ter empregado uma abordagem superficial na escolha de qual edição primitiva tomaria como o texto padrão, dentre as múltiplas reedições e reimpressões que receberam suas obras em sua vida ou logo após sua morte - todas elas variam em vários detalhes, e às vezes as diferenças são importantes. O editor também não ofereceu nenhuma explicação satisfatória para essas diferenças, e aparentemente sequer as percebeu ou não lhes deu importância, quando a prática acadêmica mais recente é comparar todos os textos primitivos disponíveis e chegar a uma conclusão a respeito de qual a fonte mais autêntica. De qualquer forma o trabalho de Malipiero constituiu um marco fundamental nos estudos monteverdianos.

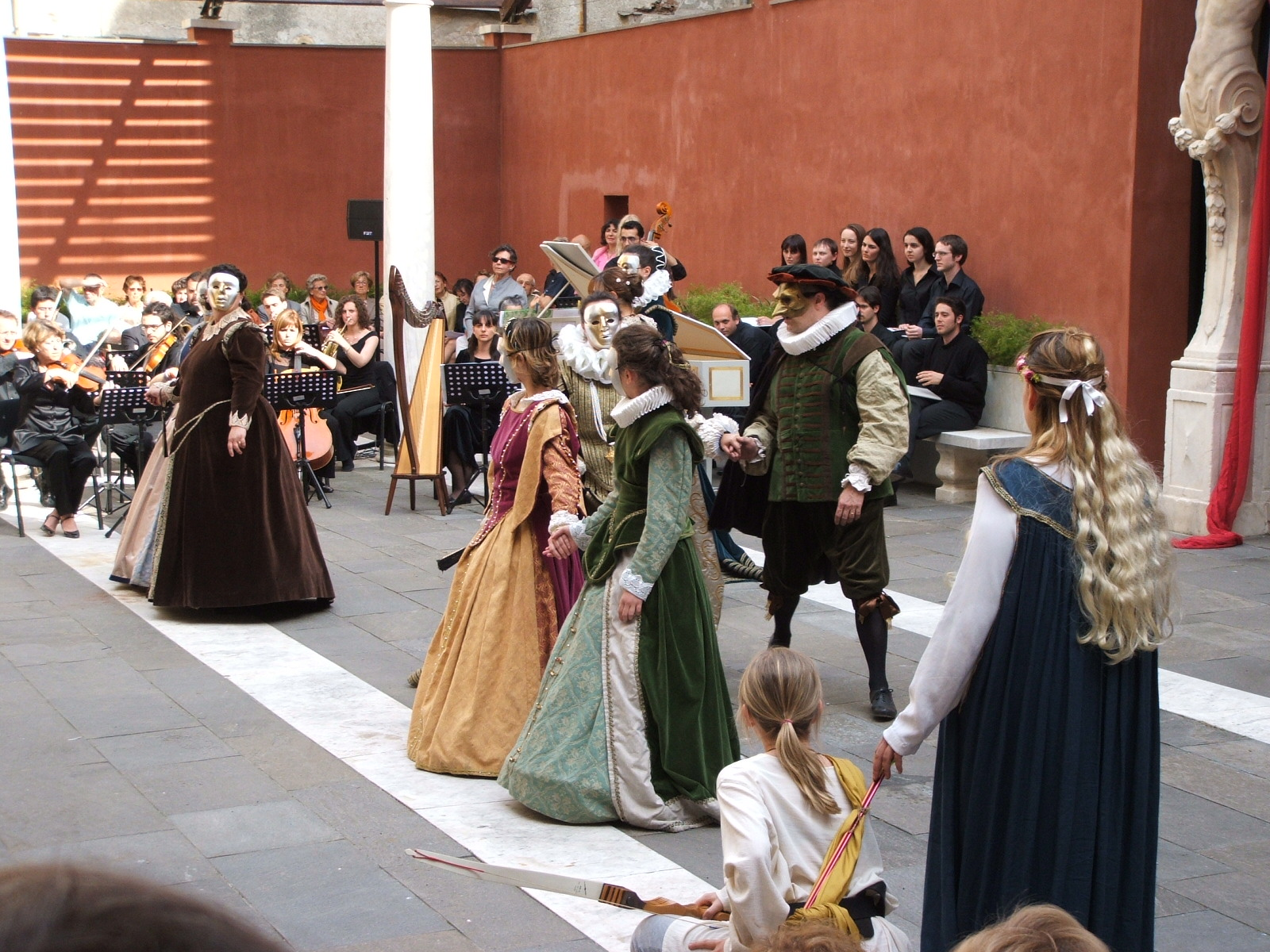
Uma representação moderna do Ballo delle ingrate em Gênova, 2006.

Ele foi o compositor escolhido para a primeira edição dos BBC Promenade Concerts em 1967, e desde então os estudos sobre sua vida e obra se multiplicaram. Parte desse interesse renovado derivou do fato de ele ter travado a conhecida polêmica com Artusi, a qual se ergue modernamente como um símbolo dos embates eternos entre as forças reacionárias e progressistas, o que fez dele, como disse Pryer, uma espécie de "alma-gêmea" para os herdeiros do Modernismo. Hoje ele é talvez o músico mais conhecido do período anterior a Bach, embora sua popularidade entre o grande público não se compare a outros operistas importantes como Mozart, Verdi e Wagner e ele seja ainda, como disse Linderberger, mais um ícone distante do que um familiar amado. Para Mark Ringer, isso se deve em parte porque suas maiores qualidades são como operista; elas não podem ser de todo apreciadas através de audição em disco, e só em performances ao vivo a natureza essencialmente teatral de suas maiores composições pode brilhar. As vendas de seus discos também expressam esta realidade. Enquanto entre 1987 e 2007 a gravação mais vendida de uma obra sua, L'Orfeo, regida por John Eliot Gardiner, alcançou os setenta mil exemplares, no mesmo período Vivaldi, com suas Quatro Estações, na versão de Nigel Kennedy, conseguiu a marca de mais de dois milhões de discos vendidos em todo o mundo.
Não obstante, vários compositores ao longo do século XX tomaram material de suas composições para arranjos ou recriações em linguagem moderna, e o compositor apareceu como personagem de literatura ficcional ou como pretexto para debates filosóficos e estéticos. Esta sua capacidade de ser parte da linguagem corrente de comunicação intelectual, sem a necessidade de explicações autorreferenciais, constitui, para Anthony Pryer, um sinal claro de que Monteverdi é um elemento vivo na cultura ocidental e que pertence não só ao seu próprio tempo, mas também ao presente. Leo Schrade disse que Monteverdi foi o primeiro e o maior músico a fundir a arte com a vida, e nas palavras de Raymond Leppard,
"Os maiores compositores sempre tenderam a aparecer no final de um período artístico, quando as técnicas se estabilizam e a estética musical que as rodeia torna-se mais ou menos estável. Talvez o que exista de mais extraordinário a respeito de Monteverdi seja o fato de ele ter-se provado um mestre tão completo enquanto ainda se forjava um novo estilo musical - um estilo que representaria, em grande medida, um completo rompimento com o passado.... Há pouquíssimos compositores como ele que prenunciaram tanto do que estava por vir e ainda viveram o suficiente para realizar suas próprias profecias".

## Cronologia de obras
A seguinte listagem consta na edição completa das obras de Monteverdi, Tutte le Opere di Claudio Monteverdi, realizada por Gian Francesco Malipiero.

### Livros de madrigais
- 1584 (Veneza): Canzonette a tre voci di Claudio Monteverde Cremonese discepolo del Sig. Marc'Antonio Ingegnieri, novamente poste in luce. Libro Primo. In Venetia: Presso Giacomo Vincenti, & Ricciardo Amadino compagni, MDLXXXIIII.
- 1587 (Veneza): Madrigali a cinque voci di Claudio Monteverde Cremonese discepolo del Sig.r Marc'Antonio Ingegnieri… Libro primo.
- 1590 (Veneza): Il secondo libro de madrigali a cinque voci di Claudio Monteverde Cremonese discepolo del Sig.r Ingegneri. In Venetia: Appresso Alessandro Raverij, MDCVII.
- 1592 (Veneza): Di Claudio Monteverde Il terzo libro de madrigali a cinque voci. In Venetia: Appresso Ricciardo Amadino, MDXCII
- 1603 (Veneza): Il quarto libro de madrigali a cinque voci di Claudio Monteverdi Maestro della Musica del Ser.mo Sig.r Duca di Mantova.
- 1605 (Veneza): Il quinto libro de madrigali a cinque voci di Claudio Monteverde Maestro della Musica del Serenissimo Sig.r Duca di Mantoa, col basso continuo per il Clavicembano, Chittarone, od altro simile istromento; fatto particolarmente per li sei ultimi, & per li altri a beneplacito.
- 1607 (Veneza): Scherzi Musicali a tre voci di Claudio Monteverde. Raccolti da Giulio Cesare Monteverdi suo fratello & novamente posti in luce. Con la Dichiaratione di una Lettera, che si ritrova stampata nel Quinto libro de suoi madregali. In Venetia: Appresso Ricciardo Amadino, MDCVII.
- 1614 (Veneza): Il sesto libro de madrigali a cinque voci, con uno dialogo a sette, con il suo basso continuo per poterli concertare nel clavacembano, et altri stromenti. Di Claudio Monteverde Maestro di Cappella della Sereniss. Sig. di Venetia in S. Marco.
- 1619 (Veneza): Concerto. Settimo libro de madrigali a 1.2.3.4. sei voci, con altri generi de canti di Claudio Monteverde Maestro di Capella della Serenissima Republica.
- 1632 (Veneza) Scherzi Musicali, cioè Arie, & Madrigali in stil recitativo con una Ciaccona a 1. & 2. voci. Del M.to Ill.te & M.to R.do Sig.r Claudio Monteverde. Maestro di Capella della Sereniss. Repub. Di Venetia. Raccolti da Bartholomeo Magni.
- 1638 (Veneza): Madrigali guerrieri, et amorosi con alcuni opuscoli in genere rappresentativo, che saranno per brevi Episodii fra i canti senza gesto. Libro ottavo di Claudio Monteverde Maestro di Capella della Serenissima Republica di Venetia
- 1651 (Veneza): Madrigali e canzonette a due e tre voci del signor Claudio Monteverde già Maestro di Cappella della Serenissima Republica di Venezia… Libro nono. Apresso Alessandro Vincenti. In Venetia: Appresso Alessandro Vincenti, MDCLI. (op. posth.)

### Obras sacras
- 1582 (Veneza): Sacrae Cantiunculae tribus vocibus Claudini Montisviridi cremonensis Egregii Ingegnerii Discpuli. Liber Primus. Venetiis: Apud Angelus Gardanum, MDLXXXII.
- 1583 (Brescia): Madrigali spirituali a quattro voci posti in musica da Claudio Monteverde Cremonese, discepolo del Signor Marc'Antonio Ingegneri.
- 1610 (Veneza): Sanctissimæ Virgini Missa senis vocibvs ac Vesperæ plvribvs decantandæ, cvm nonnvllis sacris concentibvs, ad Sacella siue Principum Cubicula accommodata. Opera a Clavdio Monteverde nuper effecta ac Beatiss. Pavlo V. Pont. Max. consecrata. Venetijs, Apud Ricciardum Amadinum. MDCX.
- 1640 (Veneza): Selva Morale e Spirituale di Clavdio Monteverde Maestro di Capella della Serenissima Republica Di Venetia. Dedicata alla Sacra Cesarea Maesta dell' Imperatrice Eleonora Gonzaga. Con Licenza de Superiori & Priuilegio. In Venetia MDCXXXX. Appresso Bartolomeo Magni.
- 1650 (Veneza): Messa a 4 voci et salmi a una, due, tre, quattro, cinque, sei, sette et otto voci, concertati, e parte da cappella & con le litanie della B.V. del Signor Claudio Monteverdi già Maestro di Cappella della Serenissima Republica di Venetia. (op. posth.)

### Música cênica
- 1607 (Mantua): L'Orfeo. (Alessandro Striggio) Favola in Musica da Claudio Monteverdi rappresentata in mantova l'Anno 1607. & novamente data in luce. In Venetia: apresso Ricciardo Amadino, MDCIX.
- 1608 (Mantua): L'Arianna. (Ottavio Rinunccini) Música perdida, exceto o Lamento.
- 1608 (Mantua): Il ballo delle ingrate. Ballett (Alessandro Striggio). Incluída no VIII livro de madrigais.
- 1616 (Venezia): Tirsi e Clori, Ballett. (Alessandro Striggio) Incluída no VII livro de madrigais.
- 1624 (Veneza): Il Combattimento di Tancredi e Clorinda, (Torquato Tasso) Incluída no VIII livro de madrigais.
- 1637 (Viena): Volgendo Il Ciel Ballo in onore dell’Imperatore Ferdinando III. Incluída no VIII livro de madrigais.
- 1641 (Veneza): Il ritorno d’Ulisse in patria. (Giacomo Badoaro) Drama in Musica rappresentato in Venetia nel Teatro di San Cassiano, l’Anno 1641. Poesia di Giacomo Badoaro N.V., Musica di Claudio Monteverdi.
- 1642 (Veneza): L’incoronazione di Poppea. (Giovanni Francesco Busenello) Drama in Musica rappresentato in Venetia nel Teatro Grimano, l’Anno 1642. Poesia di Gio. Francesco Busenello, Musica di Claudio Monteverdi.

### Obras perdidas
- 1608 (Mantua) Prologo para L’Idroppica (Giovanni Battista Guarini).
- 1617 Maddalena. Prologo.
- 1617 Le nozze di Tetide e di Peleo. Intermezzo
- 1617 Andromeda.
- 1620 (ca.) Lamento d’Apollo.
- 1627 (Mantova) La finta pazza Licori.
- 1627 Armida
- 1628 (Parma) Gli amori di Diana e di Endimione. Intermezzo (Ascanio Pio)
- 1628 Torneo Mercurio et Marte.
- 1630 (Veneza) Proserpina rapita. (Giulio Strozzi)
- 1641 (Veneza) Le nozze d’Enea con Lavinia (Giacomo Badoaro)
- 1641 (Piacenza) La vittoria d’amore.  Ballett.